# Список награждённых Национальной медалью науки США
Список награждённых Национальной медалью науки США включает известных учёных, получивших её за свои выдающиеся достижения. Национальная научная медаль США вручается Президентом США с 1962 года. На 19 мая 2016 года награждено 506 человек. Медаль не вручалась в некоторые годы: 1971, 1972, 1977, 1978, 1980, 1984 и 1985. Первая медаль была вручена 18 февраля 1963 года Президентом США Джоном Кеннеди Теодору фон Карману.
Медаль присуждается в шести номинациях по следующим научным дисциплинам:
- Психология и общественные науки (англ. Behavioral and social science)
- Биологические науки (англ. Biological Sciences)
- Химия (англ. Chemistry)
- Инженерные науки (англ. Engineering Sciences)
- Математика, статистика и компьютерные науки (англ. Mathematical, Statistical, and Computer Sciences)
- Физические науки (англ. Physical Sciences)

## Лауреаты

### Психология и общественные науки
| Список лауреатов | Список лауреатов        | Список лауреатов                           | Список лауреатов |
| Год              | Имя                     | Место научной деятельности                 | Обоснование награды |
| ---------------- | ----------------------- | ------------------------------------------ | --- |
| 1964             | Миллер, Нил Элгар       | Йельский университет                       | Оригинальный текст (англ.)For sustained and imaginative research on principles of learning and motivation and illuminating behavioral analysis of the effects of direct electrical stimulation of the brain |
| 1986             | Саймон, Герберт         | Университет Карнеги — Меллон               | За его фундаментальный вклад в наше понимание человеческого поведения при решении проблем и принятии решений, особенно в организациях. |
| 1987             | Анастази, Анна          | Фордхемский университет                    | За её работу по развитию дисциплины дифференциальной психологии как науки о поведении, которая проливает свет на то, как наследственность и окружающая среда влияет на черты характера, а также на методы измерения черт и человеческих характеристик. |
| 1987             | Стиглер, Джордж         | Чикагский университет                      | За его усилия по углублению понимания отрасли, её внутренней организации и отношений с правительством, а также за инициирование изучения информации и рынков. |
| 1988             | Фридман, Милтон         | Стэнфордский университет                   | За его теоретический вклад, за применение принципов научных эмпирических и статистических методов в области экономики и социальных наук, а также в решении проблем, важных для нации в целом. |
| 1990             | Гурвич, Леонид          | Миннесотский университет                   | За новаторскую работу по теории современных механизмов децентрализованного распределения. |
| 1990             | Суппес, Патрик Колонель | Стэнфордский университет                   | Оригинальный текст (англ.)For his broad efforts to deepen the theoretical and empirical understanding of four major areas: the measurement of subjective probability and utility in uncertain situations; the development and testing of general learning theory; the semantics and syntax of natural language; and the use of interactive computer programs for instruction                                  |
| 1991             | Миллер, Джордж Армитаж  | Принстонский университет                   | Оригинальный текст (англ.)For his innovative leadership in the scientific study of language and cognition, and for his commitment to improved education for literacy |
| 1992             | Гибсон, Элеанор         | Корнеллский университет                    | Оригинальный текст (англ.)For her conceptual insights in developing a theory of perceptual learning; and for achieving a deeper understanding of perceptual development in children and basic processes in reading |
| 1994             | Мертон, Роберт Кинг     | Колумбийский университет                   | Оригинальный текст (англ.)For founding the sociology of science and for his pioneering contributions to the study of social life, especially the self-fulfilling prophecy and the unintended consequences of social action |
| 1995             | Шепард, Роджер          | Стэнфордский университет                   | Оригинальный текст (англ.)For his theoretical and experimental work elucidating the human mind’s perception of the physical world and why the human mind has evolved to represent objects as it does; and for giving purpose to the field of cognitive science and demonstrating the value of bringing the insights of many scientific disciplines to bear in scientific problem solving                      |
| 1996             | Самуэльсон, Пол Энтони  | Массачусетский технологический институт    | За фундаментальный вклад в экономическую науку, особенно в теорию общего равновесия и макроэкономику, а также в экономическое образование и политику в течение почти 60 лет. |
| 1997             | Эстес, Уильям Кэй       | Гарвардский университет                    | Оригинальный текст (англ.)For his fundamental theories of learning, memory, and decision. His pioneering development and testing of mathematical models of psychological processes have set the standard for theoretical progress in behavioral and cognitive science |
| 1998             | Уилсон, Уильям Джулиус  | Гарвардский университет                    | Оригинальный текст (англ.)For his innovative approach to studying urban poverty, his dedication to the proposition that rigorous social science change will improve his fellow American’s lives, and his advocacy of policies which reflect more accurately what we have learned from research and which therefore take a broader point of view with respect to the interactions of race, class, and location |
| 1999             | Солоу, Роберт           | Массачусетский технологический институт    | За создание современной основы для анализа влияния инвестиций и технического прогресса на экономический рост, оказывающих большое влияние на экономику и экономическую политику во всем мире. |
| 2000             | Беккер, Гэри            | Чикагский университет                      | За его новаторство в экономическом анализе расовой дискриминации, изобретение экономики человеческих ресурсов, создание основных современных инноваций в экономической демографии и экономической криминологии, а также за руководство недавними разработками в том, как социальные силы формируют индивидуальное экономическое поведение.                                                                    |
| 2003             | Льюс, Роберт Данкан     | Калифорнийский университет в Ирвайне       | За полвека достижений в области экономики, психологии и социологии, основанных на математическом моделировании поведения. |
| 2004             | Эрроу, Кеннет Джозеф    | Стэнфордский университет                   | За его вклад в область экономики, примером которого являются его работы по теории общего равновесия, теории социального благосостояния, теории эндогенного роста, экономике здравоохранения и иноформационной экономики. |
| 2005             | Боуэр, Гордон           | Стэнфордский университет                   | За его беспрецедентный вклад в когнитивную и математическую психологию, за его ясный анализ памяти и обучения, а также за его важную службу психологии и американской науке. |
| 2008             | Познер, Майкл           | Орегонский университет                     | За новаторское применение технологий для понимания функций мозга, его проницательное и точное моделирование функциональных задач, а также за разработку методологических и концептуальных инструментов, помогающих понять разум и развитие сетей внимания мозга. |
| 2009             | Мишкин, Мортимер        | Национальные институты здравоохранения США | За его вклад в понимание нейронных основ восприятия и памяти у приматов, в частности за определение сенсорных систем обработки неокортекса, особенно для зрения, слуха и соматических ощущений, а также за организацию систем памяти в мозге. |
| 2011             | Трисман, Энн            | Принстонский университет                   | Оригинальный текст (англ.)For a 50-year career of penetrating originality and depth that has led to the understanding of fundamental attentional limits in the human mind and brain |
| 2012             | Аксельрод, Роберт       | Мичиганский университет                    | Оригинальный текст (англ.)For interdisciplinary work on the evolution of cooperation, complexity theory, and international security, and for the exploration of how social science models can be used to explain biological phenomena |
| 2014             | Бандура, Альберт        | Стэнфордский университет                   | За фундаментальный прогресс в понимании механизмов социального обучения и процессов самореферентного мышления при изменении мотивации и поведения, а также за развитие социально-когнитивной теории человеческого действия и психологического развития. |

### Биологические науки
| Список лауреатов | Список лауреатов                    | Список лауреатов                                            | Список лауреатов |
| Год              | Имя                                 | Место научной деятельности                                  | Обоснование награды |
| ---------------- | ----------------------------------- | ----------------------------------------------------------- | --- |
| 1963             | Корнелис ван Ниль                   | Стэнфордский университет                                    | За его фундаментальные исследования в области сравнительной биохимии микроорганизмов, за его исследования базовых механизмов фотосинтеза и за превосходную подготовку множества учёных. |
| 1964             | Феодосий Г. Добржанский             | Рокфеллеровский университет                                 | Оригинальный текст (англ.)For fundamental studies of the genetic determinants of organ evolution and for penetrating analysis of the genetic and cultural evolution of man |
| 1964             | Маршалл Ниренберг                   | Национальные институты здравоохранения США                  | За изучение генетического контроля синтеза белка и, в частности, для расшифровки химического кода, связывающего структуры нуклеиновых кислот со структурами белка. |
| 1965             | Фрэнсис Пейтон Роус                 | Рокфеллеровский университет                                 | За первоначальное открытие и дальнейшее развитие взаимосвязи между вирусами и опухолями, которая стала биологической базой для многих наших нынешних исследований рака. |
| 1965             | Джордж Гейлорд Симпсон              | Гарвардский университет                                     | За глубокие исследования эволюции позвоночных в геологическом времени и за научный синтез нового понимания органической эволюции, основанного на генетике и палеонтологии. |
| 1965             | Дональд Декстер ван Слайк           | Брукхейвенская национальная лаборатория                     | За классические исследования химии крови и метаболизма аминокислот и за разработку количественной методологии в биохимии, ставшей основой многих разделов клинической медицины. |
| 1966             | Эдвард Ф. Ниплинг                   | Министерство сельского хозяйства США                        | За выдающийся оригинальный вклад, связанный с уникальными биологическими подходами к борьбе с насекомыми-переносчиками болезней человека, домашних животных и растений. |
| 1966             | Фриц Альберт Липман                 | Рокфеллеровский университет                                 | За пионерские открытия в области молекулярных механизмов переноса и превращения энергии в живых клетках и за фундаментальный вклад в когнитивную структуру современной биохимии. |
| 1966             | Уильям Камминг Роуз                 | Иллинойсский университет в Урбане-Шампейне                  | За открытие незаменимой аминокислоты треонина и за последующие блестящие исследования, выясняющие качественные и количественные потребности в аминокислотах человека и животных. |
| 1966             | Сьюалл Райт                         | Висконсинский университет в Мадисоне                        | За оригинальный и постоянный вклад в математические основы теории эволюции и за основной вклад в экспериментальную и биометрическую генетику. |
| 1967             | Кеннет Стюарт Коул                  | Национальные институты здравоохранения США                  | За оригинальные экспериментальные и теоретические исследования электрических свойств биологических мембран, которые привели к глубокому пониманию функционирования нервов. |
| 1967             | Гарри Фредерик Харлоу               | Висконсинский университет в Мадисоне                        | За оригинальный и гениальный вклад в сравнительную и экспериментальную психологию, особенно в контролируемом исследовании обучения и мотивации, детерминант поведения животных и развития эмоционального поведения. |
| 1967             | Майкл Гейдельбергер                 | Нью-Йоркский университет                                    | За разработку количественной химической основы науки иммунологии и за демонстрацию того, что она способна раскрывать структуру молекул, обнаруженных в живом организме. |
| 1967             | Альфред Стёртевант                  | Калифорнийский технологический институт                     | За долгую и выдающуюся карьеру в области генетики, в течение которой он открыл и интерпретировал ряд важных генетических явлений у дрозофилы и других организмов. |
| 1968             | Хорас Баркер                        | Калифорнийский университет в Беркли                         | За глубокое изучение химической активности микроорганизмов, в том числе за раскрытие метаболизма жирных кислот и открытие активной коферментной формы витамина B12. |
| 1968             | Бернард Броди                       | Национальные институты здравоохранения США                  | За качественные новаторские концепции, которые произвели революцию в разработке, изучении и эффективном использовании терапевтических агентов в лечении болезней человека. |
| 1968             | Детлев Вулф Бронк                   | Рокфеллеровский университет                                 | За весьма оригинальные исследования в области физиологии и за его разнообразный вклад в развитие науки и её служение обществу. |
| 1968             | Джей Лоуренс Лаш                    | Университет штата Айова                                     | За привнесение генетики в дело разведения животных и тем самым помогли преобразовать стада в Америке и Западной Европе. |
| 1968             | Беррес Фредерик Скиннер             | Гарвардский университет                                     | За фундаментальный и творческий вклад в изучение поведения, оказавший глубокое влияние на всю психологию и многие смежные области. |
| 1969             | Роберт Хьюбнер                      | Национальные институты здравоохранения США                  | За вклад в современное понимание биологии вирусов и их роли в индукции различных заболеваний. |
| 1969             | Эрнст Майр                          | Гарвардский университет                                     | За выдающийся вклад в систематику, биогеографию и изучение птиц, и особенно за большую работу по эволюции популяций животных. |
| 1970             | Барбара Мак-Клинток                 | Лаборатория в Колд-Спринг-Харбор                            | За выявление отношений между унаследованными признаками растений и детальной формой их хромосом, а также за демонстрацию того, что в хромосомах одни гены контролируются другими генами. |
| 1970             | Альберт Сейбин                      | Институт Вейцмана                                           | За многочисленный фундаментальный вклад в понимание вирусов и вирусных заболеваний, кульминацией которого стала разработка вакцины, устранившей полиомиелит как серьёзную угрозу для здоровья человека. |
| 1973             | Даниэль Арнон                       | Калифорнийский университет в Беркли                         | За фундаментальные исследования механизма использования света зелеными растениями для производства химической энергии и кислорода, а также за вклад в наше понимание питания растений. |
| 1973             | Эрл Сазерленд                       | Университет Майами                                          | За открытие того факта, что адреналин и гормоны гипофиза вызывают свои разнообразные регулирующие эффекты, инициируя клеточный синтез циклической адениловой кислоты, теперь признанной универсальным биологическим вторичным посредником, что открыло новый уровень понимания тонких механизмов, которые объединяют химическую жизнь клетки, предлагая надежду на совершенно новые подходы к химиотерапии.                                                                               |
| 1974             | Бриттон Ченс                        | Пенсильванский университет                                  | За его вклад в наши знания клеточной и субклеточной физиологии, сделанный благодаря работе над ферментно-субстратными комплексами, за кинетику действия ферментов, а также за механизм и контроль мембранного переноса электронов во время клеточного дыхания. |
| 1974             | Эрвин Чаргафф                       | Колумбийский университет                                    | За фундаментальные химические и биологические исследования, которые легли в основу современных представлений о механизмах синтеза белков и генетической роли нуклеиновых кислот. |
| 1974             | Джеймс Нил                          | Мичиганский университет                                     | За новаторские достижения в области создания науки о генетике человека и открытие генетических основ некоторых заболеваний человека. |
| 1974             | Джеймс Огастин Шэннон               | Рокфеллеровский университет                                 | За выдающееся лидерство в биомедицинских исследованиях после более ранней карьеры в выдающихся лабораторных исследованиях функции почек и противомалярийных препаратов. |
| 1975             | Орвилл Фогель                       | Университет штата Вашингтон                                 | За выдающийся вклад в агрономические исследования, включая разработку радикально новых и улучшенных полукарликовых сортов пшеницы, которые теперь произрастают на пяти континентах и сделали зелёную революцию реальностью. |
| 1975             | Дэвис Хэллоуэлл                     | Университет Вашингтона в Сент-Луисе                         | За фундаментальные исследования нервных потенциалов, электроэнцефалографии и механизмов слуха, которые легли в основу достижений в нейрофизиологии, неврологии, отоларингологии, аудиологии, акустике, безопасности труда и педиатрии. |
| 1975             | Пал Дьёрдь                          | Пенсильванский университет                                  | За открытие трех витаминов и связанные с ними исследования, которые значительно улучшили питание человека. |
| 1975             | Браун Х. Стерлинг                   | Министерство сельского хозяйства США                        | За начало фундаментальных исследований физических и химических свойств почв и белков, которые оказали глубокое влияние на методы ведения сельского хозяйства и производство пищевых растений. |
| 1976             | Кейт Р. Портер                      | Колорадский университет в Боулдере                          | За фундаментальный вклад в выяснение тонкой структуры клеток с помощью электронной микроскопии, открывшей новую эру клеточной биологии, интегрирующей структуру и функции во всеобъемлющую картину жизни клеток. |
| 1976             | Эфраим Рэкер                        | Корнеллский университет                                     | За важный вклад в понимание субклеточного механизма, посредством которого окислительная и фотосинтетическая энергия преобразуется в особую форму химической энергии, используемой живыми клетками. |
| 1976             | Эдвард Осборн Уилсон                | Гарвардский университет                                     | За новаторскую работу по организации сообществ насекомых и эволюции социального поведения насекомых и других животных. |
| 1976             | Роже Гиймен                         | Институт биологических исследований Солка                   | За демонстрацию наличия нового класса гормонов, вырабатываемых в головном мозге, которые регулируют функцию гипофиза, что позволяет улучшить диагностику и лечение многочисленных эндокринных заболеваний. |
| 1979             | Северо Очоа                         | Нью-Йоркский университет                                    | За важный вклад в биохимию и молекулярную биологию, открытия, которые во многом способствовали нашему пониманию механизмов генерации энергии в клетке, механизма, посредством которого белки синтезируются в клетке, и выяснению генетического кода. |
| 1979             | Роберт Х. Бёррис                    | Висконсинский университет в Мадисоне                        | За многочисленные оригинальные вклады, ведущие к пониманию физиологии и биохимии процесса биологической фиксации азота. |
| 1979             | Джордж Ледьярд Стеббинс             | Калифорнийский университет в Дейвисе                        | За выдающийся вклад в синтез эволюционной теории, особенно применительно к растениям. |
| 1979             | Эрл Рис Стадтман                    | Национальные институты здравоохранения США                  | За плодотворный вклад в понимание энергетического метаболизма анаэробных бактерий и выяснение основных механизмов, посредством которых скорость метаболических процессов точно соответствует потребностям живой клетки. |
| 1979             | Элизабет Кросби                     | Мичиганский университет                                     | За выдающийся вклад в сравнительную и человеческую нейроанатомию, а также за синтез и передачу знаний обо всей нервной системе типа позвоночных. |
| 1979             | Пауль Альфред Вайс                  | Рокфеллеровский университет                                 | За выдающийся вклад в клеточную биологию и понимание развития нервной системы, включая основы хирургического восстановления повреждений периферических нервов. |
| 1979             | Артур Корнберг                      | Стэнфордский университет                                    | За достижения, обеспечивающие концептуальную и экспериментальную основу для большей части нашего текущего понимания того, как реплицируется ДНК, генетическая субстанция. |
| 1981             | Филип Хэндлер                       | Национальная академия наук США                              | За выдающийся вклад в биохимические исследования, которые внесли значительный вклад в развитие человечества, включая исследования, которые привели к более четкому пониманию пеллагры, и за его национальное лидерство в продвижении американской науки. |
| 1982             | Сеймур Бензер                       | Калифорнийский технологический институт                     | Для выяснения тонкой структуры гена и объединения классических и молекулярных представлений о структуре и функции гена. |
| 1982             | Глен Бартон                         | Министерство сельского хозяйства США                        | За выдающийся вклад в биологические науки, которые помогли накормить голодных, защитить и украсить окружающую среду и обеспечить отдых для миллионов. |
| 1982             | Милдред Кон                         | Пенсильванский университет                                  | За новаторство в использовании стабильных изотопных индикаторов и спектроскопии ядерного магнитного резонанса при изучении механизмов ферментативного катализа. |
| 1983             | Говард Бахрак                       | Министерство сельского хозяйства США                        | За новаторские исследования в области молекулярной вирусологии, включая идентификацию иммунизирующего белка, и его совместную роль в использовании сплайсинга генов для создания первой эффективной белковой вакцины для использования у животных или людей. |
| 1983             | Берта Шаррер                        | Медицинский колледж Альберта Эйнштейна                      | За новаторский вклад в создание концепции нейросекреции и демонстрацию центральной роли нейросекреции и нейропептидов в интеграции функций и развития животных. |
| 1983             | Пол Берг                            | Стэнфордский университет                                    | За фундаментальный вклад в понимание механизмов экспрессии генов, за разработку рекомбинантной ДНК и за глубокую заботу о её безопасном и гуманном применении в медицине. |
| 1983             | Уэнделл Рулофс                      | Корнеллский университет                                     | За фундаментальный вклад в фундаментальную и прикладную биологию в области феромонов насекомых, их химического состава и смесей, их биосинтеза, того, как насекомые воспринимают их и реагируют на них, а также их использование в борьбе с насекомыми-вредителями. |
| 1986             | Джордж Паладе                       | Калифорнийский университет в Сан-Диего                      | За новаторские открытия множества фундаментальных высокоорганизованных структур живых клеток посредством исследований, сочетающих электронную микроскопию и биохимию. Эти вклады стимулировали рост области клеточной биологии, которую он продолжает вдохновлять своими собственными исследованиями и активным сотрудничеством с руководителями, а также обучением новых исследователей.                                                                                                 |
| 1986             | Джоан Стейц                         | Йельский университет                                        | За большой вклад в фундаментальную молекулярную биологию клеток бактерий и млекопитающих. Открытие ею по меньшей мере шести новых компонентов клеточного аппарата является выдающимся достижением как в фундаментальной молекулярной биологии, так и в клиническом лечении аутоиммунных заболеваний. |
| 1986             | Стэнли Коэн                         | Университет Вандербильта                                    | За новаторское открытие и характеристику гормоноподобных факторов роста, которые специально контролируют размножение определённых клеток во время роста и развития. |
| 1986             | Дональд Хендерсон                   | Университет Джонса Хопкинса                                 | За его ведущую роль в качестве главного создателя и исполнителя успешной глобальной ликвидации оспы Всемирной организацией здравоохранения. |
| 1986             | Вернон Маунткасл                    | Университет Джонса Хопкинса                                 | За фундаментальное исследование того, как мозг функционирует при обработке и восприятии информации, собранной с помощью соматической сенсорной системы. |
| 1987             | Майкл Эллис Дебейки                 | Медицинский колледж Бэйлора                                 | За новаторские медицинские инновации на протяжении всей своей медицинской карьеры и за уникальную способность использовать свои обширные профессиональные знания в государственной политике в качестве национального и международного государственного медицинского деятеля. |
| 1987             | Теодор Отто Динер                   | Министерство сельского хозяйства США                        | За открытие вироидов, наименьшего известного возбудителя инфекционных заболеваний. Это открытие открыло новые возможности для молекулярных исследований некоторых из наиболее серьёзных заболеваний, поражающих растения, животных и людей. |
| 1987             | Гарри Игл                           | Медицинский колледж Альберта Эйнштейна                      | За его исследования в области разработки воспроизводимых условий роста в культуре клеток человека и животных. |
| 1987             | Хар Гобинд Корана                   | Массачусетский технологический институт                     | За его новаторский вклад, который значительно способствовал нашему пониманию структуры генов, функции мембран и зрения, а также за работу, стимулированную его исследованиями, которые оказали большое влияние на биологические и химические науки. |
| 1987             | Рита Леви-Монтальчини               | Итальянский Национальный Совет по исследованиям             | За крупный прорыв в нейробиологии благодаря открытию фактора роста нервов и его влияния на рост симпатической нервной системы, что заложило основу для всемирных исследований молекул, участвующих в нормальном и злокачественном росте. |
| 1988             | Майкл Стюарт Браун Джозеф Голдстайн | Юго-западный медицинский центр Техасского университета      | За историческое открытие основных механизмов, контролирующих метаболизм холестерина, открывающее путь к новому фармакологическому подходу к лечению сердечно-сосудистых заболеваний, основной причины смерти и инвалидности в западном мире. |
| 1988             | Стэнли Норман Коэн                  | Стэнфордский университет                                    | За открытие методов размножения и выражения наследственной информации ДНК, введенной в живые клетки, что позволяет клонировать отдельные гены и изучать их структуру и функции. |
| 1988             | Розалин Сасмен Ялоу                 | Госпиталь Бронкса при Министерстве делами ветеранов США     | За её исторический вклад в открытие и развитие радиоиммунологического анализа, метода, в котором используются радиоактивные изотопы для обнаружения и измерения уровней инсулина и гормонов в крови и тканях организма. |
| 1988             | Морис Хиллеман                      | Мерк и Ко                                                   | За его блестящие открытия в фундаментальных исследованиях и гениальную изобретательность в создании вакцин, которые являются основой для борьбы с инфекционными заболеваниями посредством иммунологического вмешательства, предотвращения смерти и инвалидности миллионов людей во всем мире. |
| 1988             | Эрик Кандель                        | Колумбийский университет                                    | За открытие первых клеточных и молекулярных механизмов, способствующих простому обучению и памяти. |
| 1989             | Роджер Сперри                       | Калифорнийский технологический институт                     | За его работу по нейроспецифичности, которая показала, как сложные сети мозга, отвечающие за поведение, реализуются через систему химического кодирования отдельных клеток, которая внесла фундаментальный вклад в понимание природы человека. |
| 1989             | Кэтрин Эзау                         | Калифорнийский университет в Санта-Барбаре                  | За выдающиеся заслуги перед американским сообществом биологов растений, а также за превосходство новаторских исследований, как фундаментальных, так и прикладных, по структуре и развитию растений, которые длились более шести десятилетий; за её превосходную работу в качестве педагога, в классе и через её книги; за поддержку и вдохновение, которые она дала легиону молодых, честолюбивых биологов растений; и за предоставление женщинам особого образца для подражания в науке. |
| 1989             | Гарланд Гофф Вуд                    | Университет Кейс Вестерн Резерв                             | За новаторскую работу в области биохимии фиксации CO 2 , за большой вклад в медицинское образование и за лидерство в биохимии на национальном и международном уровнях. |
| 1989             | Виктор Хамбургер                    | Университет Вашингтона в Сент-Луисе                         | За его упорную работу, которая привела к открытию и пониманию обычно происходящей гибели нейронов, фактора роста нервов и конкурентных отношений в нервной системе позвоночных. |
| 1989             | Филип Ледер                         | Гарвардский университет                                     | За его новаторские исследования, которые значительно расширили знания и предоставили новые направления для исследований в области молекулярной генетики, иммунологии и этиологии рака. |
| 1989             | Джошуа Ледерберг                    | Рокфеллеровский университет                                 | За его работу в области бактериальной генетики и производства антител одного типа иммунных клеток; за его плодотворные исследования в области искусственного интеллекта в биохимии и медицине; и за его обширную консультативную роль в правительстве, промышленности и международных организациях, которые обращаются к социальной роли науки. |
| 1990             | Барух Бенасерраф                    | Гарвардский университет                                     | За его фундаментальный вклад в понимание иммунной системы, в том числе за большую часть работы, которая составляет основу знаний в области трансплантационной иммунологии и регуляторной функции иммунного ответа. |
| 1990             | Герберт Бойер                       | Калифорнийский университет в Сан-Франциско                  | За его вклад в фундаментальные исследования по развитию технологии рекомбинантной ДНК. Этот важный прорыв открыл новые перспективы в экспериментальной биологии и привел непосредственно к развитию биотехнологической индустрии. |
| 1990             | Эдвард Донналл Томас                | Онкологический исследовательский центр Фреда Хатчинсона     | За его новаторскую работу в области науки и применения биологии трансплантации для успешной трансплантации костного мозга человеку для лечения рака и связанных с ним состояний. |
| 1990             | Дэниел Кошланд                      | Калифорнийский университет в Беркли                         | Оригинальный текст (англ.)For profoundly influencing the understanding of how proteins function through his induced-fit model of enzyme actrion. His incisive analysis of bacterial chemotaxis has led to a deeper understanding of the molecular basis of memory and adaptation |
| 1990             | Эдвард Льюис                        | Калифорнийский технологический институт                     | За демонстрацию и исследование генетического контроля развития сегментов тела гомеотическими генами. |
| 1990             | Дэвид Натан                         | Гарвардский университет                                     | За его вклад в понимание патофизиологии, диагностики и лечения талассемии; за его вклад в понимание нарушений проницаемости эритроцитов; за его вклад в понимание регуляции эритропоэза; и за его вклад в жизнь поколения гематологов и онкологов. |
| 1991             | Мэри Эллен Эйвери                   | Гарвардский университет                                     | За открытие основной причины респираторного дистресс-синдрома недоношенных детей и страгий для лечения и профилактики. |
| 1991             | Фольке Карл Скуг                    | Висконсинский университет в Мадисоне                        | За новаторскую работу по гормонам растений, включая открытие циоткининов (основной класс), химическую индукцию формирования органов и регуляцию морфогенеза у растений, а также за вклад в развитие культуры тканей растений как экспериментального метода фундаментального значения в биотехнологии. |
| 1991             | Пол Чарльз Замечник                 | Висконсинский университет в Мадисоне                        | За его новаторское исследование биосинтеза белка, открывшее дверь для биохимической атаки и проложившее путь для анализа генетического кода; и за представление концепции и метода антисмысловой ДНК как подхода к ингибированию вирусных генов и химиотерапии. |
| 1991             | Роберт Кейтс                        | Брауновский университет                                     | За его фундаментальный вклад в понимание природных и техногенных опасностей, глобальных изменений окружающей среды, а также распространенности и сохранения голода в мире. |
| 1991             | Джордж Эвалин Хатчинсон (посмертно) | Йельский университет                                        | За его роль в становлении экологии как современной науки и вклад в понимание американскими геохимиками важности живых организмов в круговороте химических элементов. Его работа доказала важность исследований окружающей среды для общества в целом. |
| 1991             | Элвин Кабат                         | Колумбийский университет                                    | За его основополагающий вклад в области иммунологии и за то, что эта область стала известной. |
| 1991             | Пол Маркс                           | Мемориальный онкологический центр имени Слоуна — Кеттеринга | За его вклад в гематологию в определение генетической основы дефицита G6PD и талассемии, а также за открытие подхода к контролю пролиферации раковых клеток с помощью новых индукторов дифференцировки. |
| 1991             | Сальвадор Лурия (посмертно)         | Массачусетский технологический институт                     | За целую жизнь, посвященную применению генетики к вирусам и бактериям, а также за руководство развитием поколений студентов, которые помогли создать современные возможности молекулярной биологии. |
| 1992             | Максин Сингер                       | Институт Карнеги                                            | За выдающиеся научные достижения и глубокую заботу об общественной ответственности ученого. |
| 1992             | Хауард Темин                        | Висконсинский университет в Мадисоне                        | За демонстрацию существования РНК-направленного синтеза ДНК, ведущего к открытию протоонкогенов в эукариотических клетках и роли таких генов в онкогенезе вирусами и другими агентами, заложив основу наших знаний о репликации ВИЧ, изменение наших представлений об эволюции и предоставление жизненно важных технологий для генной инженерии и генной терапии человека. |
| 1993             | Саломе Глюкзон—Уэлш                 | Медицинский колледж Альберта Эйнштейна                      | За её работу в течение всей жизни в области генетики развития, которая предоставила обширные знания по генетике млекопитающих. |
| 1993             | Даниел Натанс                       | Университет Джонса Хопкинса                                 | За плодотворные исследования в области молекулярной генетики, которые легли в основу современной биотехнологии. |
| 1994             | Томас Айснер                        | Корнеллский университет                                     | За его плодотворный вклад в области поведения насекомых и химической экологии, а также за его международные усилия по сохранению биоразнообразия. |
| 1994             | Элизабет Нойфельд                   | Калифорнийский университет в Лос-Анджелесе                  | За её вклад в понимание лизосомных болезней накопления, демонстрирующий тесную связь между фундаментальными и прикладными научными исследованиями. |
| 1995             | Александр Рич                       | Массачусетский технологический институт                     | За его многочисленный фундаментальный вклад в наши знания о структуре и функциях ДНК и РНК, центральных носителей информации в живых системах. |
| 1996             | Рут Патрик                          | Академия естественных наук университета Дрексел             | За её исследования водорослей, в частности экологию и палеоэкологию диатомовых водорослей, и за разъяснение важности биоразнообразия водных организмов в установлении естественного состояния рек и последствий загрязнения. |
| 1997             | Джеймс Уотсон                       | Лаборатория в Колд-Спринг-Харбор                            | За пять десятилетий научного и интеллектуального лидерства в молекулярной биологии, начиная с его совместного открытия двойной спиральной структуры ДНК до запуска проекта «Геном человека». |
| 1997             | Роберт Вайнберг                     | Институт биомедицинских исследований Уайтхеда               | За его вклад в идентификацию клеточных онкогенов и их роль в развитии рака, что привело к лучшему пониманию молекулярных основ рака, его диагностики и лечения. |
| 1998             | Брюс Эймс                           | Калифорнийский университет вБеркли                          | За изменение направления фундаментальных и прикладных исследований мутаций, рака и старения путем разработки простого и недорогого теста на экологические и природные мутагены, выявления причин и последствий окислительного повреждения ДНК и преобразования этих результатов в понятные рекомендации для государственной политики в отношении диеты и риска рака для американского народа.                                                                                             |
| 1998             | Джэнет Роули                        | Чикагский университет                                       | Оригинальный текст (англ.)For revolutionizing cancer research, diagnosis, and treatment through her discovery of chromosomal translocations in cancer and her pioneering work on the relationship of prior treatment to recurring chromosome abnormalities, for epitomizing the bench to bedside philosophy in her application of basic discoveries to clinical medicine, and for her leadership nationally and internationally in the oncology and biomedical communities                |
| 1999             | Дейвид Балтимор                     | Калифорнийский технологический институт                     | За фундаментальные открытия в вирусологии, биологии опухолей и иммунологии, особенно за открытие того, как размножаются вирусы, вызывающие опухоли; за его преданность делу совершенствования научных учреждений; и за его государственную мудрость в налаживании связи между учеными и широкой общественностью. |
| 1999             | Джаред Даймонд                      | Калифорнийский университет в Лос-Анджелесе                  | За его исключительно творческую эрудицию, включая основополагающие исследования в области физиологии, экологии, биологии сохранения и истории; за его выдающуюся роль в распространении науки путем объяснения технических достижений в широко понятных терминах, а также за его огромную приверженность роли науки в построении лучшего будущего. |
| 1999             | Линн Маргулис                       | Массачусетский университет в Амхерсте                       | За выдающийся вклад в понимание развития, структуры и эволюции живых существ, за вдохновляющие новые исследования в области биологических, климатологических, геологических и планетарных наук, а также за её выдающиеся способности в качестве преподавателя и распространителя науки. |
| 2000             | Питер Рейвен                        | Ботанический сад Миссури                                    | За его вклад в динамику систематики и эволюции растений, введение концепции совместной эволюции и большой вклад в международные усилия по сохранению биоразнообразия. |
| 2000             | Нэнси Кувер Андреасен               | Университет штата Айова                                     | За её ключевой вклад в социальные и поведенческие науки посредством интегративного изучения разума, мозга и поведения путем объединения поведенческой науки с технологиями нейробиологии и нейровизуализации для понимания психических процессов, таких как память и творчество, а также психических заболеваний, таких как шизофрения. |
| 2000             | Карл Вёзе                           | Иллинойсский университет в Урбане-Шампейне                  | За его блестящие и оригинальные идеи молекулярных исследований последовательностей РНК, направленных на изучение истории жизни на Земле. Его видение произвело революцию в нашем взгляде на эволюцию и разнообразие жизни. |
| 2001             | Франсиско Хосе Айала                | Калифорнийский университет в Ирвайне                        | За его теоретические и экспериментальные открытия о происхождении видов, генетического разнообразия и популяционной динамики, которые привели к новому пониманию биологической эволюции, и его выдающийся вклад в образование, продвижение общественного понимания науки, а также философии и этики научного предприятия. |
| 2001             | Джордж Бас                          | Техасский университет A&M                                   | За новаторские океанические технологии и создание новой области науки, морской археологии, тем самым обеспечивая новые знания в области истории экономики, технологий и грамотности. |
| 2001             | Марио Капекки                       | Университет Юты                                             | За его новаторское исследование, которое произвело революцию в биомедицинских исследованиях и предоставило мощный инструмент для понимания механизмов заболевания и функций генов. |
| 2001             | Харолд Вармус                       | Мемориальный онкологический центр имени Слоуна — Кеттеринга | За его совместное открытие клеточного происхождения ретровирусных онкогенов, открывшее новую эру в борьбе с раком человека, и за оживление национального исследовательского центра в области медицины. |
| 2001             | Энн Грейбил                         | Массачусетский технологический институт                     | За новаторский вклад в понимание анатомии и физиологии мозга, включая структуру, химию и функцию проводящих путей, подчиняющих мысли и движения. |
| 2001             | Джин Лайкенс                        | Институт исследований экосистем                             | За его открытие кислотных дождей в Северной Америке и его устойчивое лидерство в развитии областей экологии и науки об экосистемах. |
| 2001             | Виктор Маккьюзик                    | Университет Джонса Хопкинса                                 | За фундаментальный и прикладной вклад в создание медицинской генетики и проекта генома человека. |
| 2002             | Эвелин Виткин                       | Ратгерский университет                                      | За проницательные и новаторские исследования генетики мутагенеза ДНК и репарации ДНК, которые расширили наше понимание таких разнообразных процессов, как эволюция и развитие рака. |
| 2002             | Джеймс Дарнелл                      | Рокфеллеровский университет                                 | За его основополагающие научные открытия, связанные с экспрессией генов в клетках животных, включая пути обработки РНК и передачу сигналов от поверхности клетки к генам в ядре, а также за его вклад в качестве научного преподавателя. |
| 2003             | Чарлз Яновский                      | Стэнфордский университет                                    | За его фундаментальный вклад в наше понимание того, как генетические сообщения считываются и транслируются в белки, включая важные механизмы регуляции генов на основе РНК. |
| 2003             | Соломон Снайдер                     | Университет Джонса Хопкинса                                 | За большой вклад в понимание нейротрансмиттеров, их рецепторов в нервной системе, механизмов действия психоактивных препаратов и путей передачи сигналов в головном мозге. |
| 2003             | Джон Майкл Бишоп                    | Калифорнийский университет в Сан-Франциско                  | За его открытие, что гены, определяющие канцерогенный потенциал определённых вирусов, являются аналогами основных клеточных генов и происходят из них, и что нарушение этих клеточных генов может привести к аберрациям роста и раку. |
| 2004             | Томас Старзл                        | Питтсбургский университет                                   | За новаторскую работу в области трансплантации печени и открытия в области иммунодепрессантов, которые продвинули область трансплантации органов. |
| 2004             | Филлип Шарп                         | Массачусетский технологический институт                     | За его вклад в понимание биохимических путей явления РНК-интерференции и за использование методов РНК-интерференции для проведения генетического анализа в клетках млекопитающих. |
| 2004             | Норман Эрнест Борлоуг               | Техасский университет A&M                                   | За его успех в селекции полукарликовой, устойчивой к болезням высокопродуктивной пшеницы и инструктаж фермеров по её выращиванию в суровых условиях произрастания, тем самым обеспечивая новый источник высококачественной пищи для миллионов людей во всем мире. |
| 2005             | Торстен Визель                      | Рокфеллеровский университет                                 | За предоставление ключевых сведений о работе зрительной системы и за открытие того, каким образом нейронные связи в мозге создаются во время развития и как они поддерживаются. |
| 2005             | Энтони Фаучи                        | Национальные институты здравоохранения США                  | За новаторское понимание механизмов, посредством которых регулируется иммунная система человека, и за его работу по анализу механизмов патогенеза вируса иммунодефицита человека (ВИЧ), который послужил основой для текущих стратегий лечения ВИЧ-инфекции. |
| 2006             | Люберт Страйер                      | Стэнфордский университет                                    | За новаторское применение флуоресцентной спектроскопии и, в частности, резонансного переноса энергии флуоресценции для анализа биологических макромолекул; он выяснил биохимические основы усиления сигналов в зрении и был пионером в разработке микромассивов высокой плотности для генетического анализа («генные чипы»). Его влиятельный учебник биохимии оказал влияние и вдохновил миллионы студентов.                                                                              |
| 2006             | Нина Фёдорова                       | Университет штата Пенсильвания                              | За новаторскую работу в области молекулярной биологии растений и за то, что она была первой, кто клонировал и характеризовал транспозоны кукурузы. Она способствовала образованию и государственной политике в отношении рекомбинантной ДНК и генетической модификации растений. |
| 2006             | Рита Колвелл                        | Мэрилендский университет в Колледж-Парке                    | За её углубленное исследование, которое способствовало лучшему пониманию экологии, физиологии и эволюции морских микробов, в первую очередь холерного вибриона, возбудителя пандемии холеры, и которое выявило критические связи между окружающей средой и здоровьем человека. |
| 2007             | Берт О'Мэлли                        | Медицинский колледж Бэйлора                                 | За его новаторскую работу по молекулярным механизмам действия стероидных гормонов, рецепторам и коактиваторам гормонов, которые оказали глубокое влияние на наши знания о стероидных гормонах при нормальном развитии и при заболеваниях, включая рак. |
| 2007             | Роберт Лефковиц                     | Университет Дьюка                                           | За открытие семи трансмембранных рецепторов, считающихся самой большой, наиболее универсальной и наиболее терапевтически доступной рецепторной сигнальной системой, и за описание общего механизма их регуляции, влияющего на все области медицинской практики. |
| 2008             | Крейг Вентер                        | Институт Крейга Вентера                                     | За его приверженность развитию науки о геномике, его вклад в наше понимание её последствий для общества и его приверженность чёткой передаче информации научному сообществу, общественности и политикам. |
| 2008             | Элейн Фукс                          | Рокфеллеровский университет                                 | За её новаторское использование клеточной биологии и молекулярной генетики на мышах для понимания основ наследственных заболеваний у людей и её выдающийся вклад в наше понимание биологии кожи и её заболеваний, включая значительные исследования стволовых клеток кожи взрослых, рака и генетических синдромов. |
| 2008             | Френсис Коллинз                     | Национальные институты здравоохранения США                  | За его дальновидный вклад в области генетики и геномики через работу собственной лаборатории и за руководство несколькими международными инициативами в области геномики, включая проект «Геном человека». |
| 2009             | Сюзан Линдквист                     | Массачусетский технологический институт                     | За её исследования фолдинга белков, демонстрирующие, что альтернативные конформации и агрегации белков могут иметь глубокие и неожиданные биологические влияния, облегчая понимание в столь широких областях, как болезни человека, эволюция и биоматериалы. |
| 2009             | Стенли Прузинер                     | Калифорнийский университет в Сан-Франциско                  | За открытие прионов, возбудителя губчатой энцефалопатии крупного рогатого скота и других родственных нейродегенеративных заболеваний, а также за его постоянные усилия по разработке эффективных методов обнаружения и лечения прионных заболеваний. |
| 2010             | Ральф Бринстер                      | Пенсильванский университет                                  | За фундаментальный вклад в разработку и использование трансгенных мышей. Его исследования послужили экспериментальной основой и вдохновением для прогресса в генетической модификации зародышевой линии у ряда видов, что произвело революцию в биологии, медицине и сельском хозяйстве. |
| 2010             | Рудольф Йениш                       | Массачусетский технологический институт                     | Для улучшения нашего понимания эпигенетической регуляции экспрессии генов: биологических механизмов, влияющих на то, как генетическая информация выражается по-разному. Его работа привела к значительным достижениям в нашем понимании клонирования млекопитающих и эмбриональных стволовых клеток. |
| 2011             | Салли Чисхолм                       | Массачусетский технологический институт                     | За вклад в открытие и понимание доминирующих фотосинтезирующих организмов в океане, продвижение области микробной океанографии и влияние на морскую политику и управление. |
| 2011             | Люси Шапиро                         | Стэнфордский университет                                    | За новаторское открытие, что бактериальная клетка контролируется интегрированной генетической схемой, функционирующей во времени и пространстве, которая служит парадигмой системной инженерии, лежащей в основе дифференциации клеток и, в конечном итоге, создания разнообразия во всех организмах. |
| 2011             | Лерой Худ                           | Институт системной биологии                                 | За новаторский дух, энтузиазм, видение, изобретения и лидерство в сочетании с уникальными междисциплинарными подходами, результатом которых стали предпринимательские предприятия, трансформирующие коммерческие продукты и несколько новых научных дисциплин, которые бросили вызов и преобразовали области биотехнологии, геномики, протеомики, персонализированной медицины, и естественнонаучного образования.                                                                        |
| 2012             | Мэй Беренбаум                       | Иллинойсский университет в Урбане-Шампейне                  | За новаторские исследования химической коэволюции и генетической основы взаимодействия насекомых и растений, а также за энтузиазм в отношении участия общественности, которая вдохновляет других на чудеса науки. |
| 2012             | Брюс Альбертс                       | Калифорнийский университет в Сан-Франциско                  | За интеллектуальное лидерство и экспериментальные инновации в области репликации ДНК, а также за беспрецедентную приверженность улучшению научного образования и продвижению научно обоснованной государственной политики. |
| 2013             | Ракеш Джайн                         | Гарвардская медицинская школа                               | За новаторские исследования на стыке инженерии и онкологии, включая микросреду опухоли, доставку лекарств и визуализацию, а также за новаторские открытия принципов, ведущих к разработке и новому использованию лекарств для лечения рака и нераковых заболеваний. |
| 2014             | Саймон Левин                        | Принстонский университет                                    | За международное лидерство в области науки об окружающей среде, сочетающей экологию и прикладную математику, в целях содействия сохранению; за его влияние на поколение ученых-экологов; и за его критический вклад в экологию, экономику окружающей среды, эпидемиологию, прикладную математику и эволюцию. |
| 2014             | Мэри-Клэр Кинг                      | Вашингтонский университет                                   | За новаторский вклад в генетику человека, включая открытие гена восприимчивости BRCA1 к раку груди; и для разработки генетических методов сопоставления «исчезнувших» жертв нарушений прав человека с их семьями. |
| 2014             | Стэнли Фалкоу                       | Орегонский университет                                      | За его грандиозный вклад в понимание того, как микробы вызывают болезни и их противодействия воздействию антибиотиков, а также за его вдохновляющее наставничество, которое создало область молекулярного микробного патогенеза. |

### Химия
| Список лауреатов | Список лауреатов         | Список лауреатов                                                           | Список лауреатов |
| Год              | Имя                      | Место научной деятельности                                                 | Обоснование награды |
| ---------------- | ------------------------ | -------------------------------------------------------------------------- | --- |
| 1964             | Адамс, Роджер            | Иллинойсский университет в Урбане-Шампейне                                 | За превосходный вклад в химию как учёного, педагога и творческое лидерство в продвижении конструктивного взаимодействия академических учёных и химиков-технологов. |
| 1982             | Гилберт Сторк            | Колумбийский университет                                                   | За его вклад в качестве одного из самых новаторских и продуктивных химиков-органиков в мире, открывшего множество важных синтетических реакций, сделавших возможным синтез некоторых из наиболее сложных и важных биологически активных соединений. |
| 1982             | Коттон, Фрэнк Альберт    | Техасский университет A&M                                                  | Оригинальный текст (англ.)For contributions of unique range, depth, and importance to inorganic and structural chemistry, especially the discovery and elucidation of multiple metal-metal bonds and the application of group theory to chemical problems |
| 1983             | Зэйр, Ричард             | Стэнфордский университет                                                   | Оригинальный текст (англ.)For his seminal contributions to molecular spectroscopy, photochemistry, and chemical reaction dynamics, especially for his incisive theoretical methods and the development of the experimental technique of laser induced fluorescence |
| 1983             | Пайментел, Джордж Клод   | Калифорнийский университет в Беркли                                        | Оригинальный текст (англ.)For his varied and ingenious use of infrared spectroscopy to study chemical bonding and molecular dynamics, and for his discovery of the first chemically pumped laser, which has had strong scientific impact as well as practical applications |
| 1983             | Хофман, Роалд            | Корнеллский университет                                                    | Оригинальный текст (англ.)His creative applications of theory to organic and inorganic chemistry have brought together the world community of chemists. The magnitude and uniqueness of his contributions to modern chemistry and the scientific process are contributing to an ever-improving understanding of chemistry |
| 1986             | Грэй, Гарри Баркус       | Калифорнийский технологический институт                                    | Оригинальный текст (англ.)For his pioneering research in bioinorganic chemistry and inorganic photochemistry, and for his many contributions to chemical education |
| 1986             | Ли Юаньчжэ               | Калифорнийский университет в Беркли                                        | Оригинальный текст (англ.)For his world leadership in the development of molecular beam techniques and their application to the study of chemical dynamics. His work has had an enormous impact on many areas of physical chemistry, especially building up a quantitative bridge between the laws of mechanics and complex macroscopic phenomena                                                                                  |
| 1986             | Марвел, Карл Шипп        | Аризонский университет                                                     | Оригинальный текст (англ.)For leading us into the Polymer Age through his researches on polymers, including synthetic rubber; for helping us into the Space Age through his development of thermally stable polymers; for his many services to the chemical profession; and for educating and inspiring three generations of chemists                                                                                              |
| 1986             | Фрэнк Вестхаймер         | Гарвардский университет                                                    | Оригинальный текст (англ.)For his series of extraordinary, original and penetrating investigations of the mechanisms of organic and enzymic reactions, which have played an unequaled role in the advancement of our knowledge of the ways in which chemical and biochemical processes proceed |
| 1987             | Джонсон, Уильям Саммер   | Стэнфордский университет                                                   | Оригинальный текст (англ.)For his outstanding achievements in organic synthesis, notably in the stereoselective total synthesis of steroids by classical and biomimetic pressures |
| 1987             | Стокмайер, Уолтер Хьюго  | Дартмутский колледж                                                        | Оригинальный текст (англ.)For his fundamental contributions to the physical chemistry of high polymers |
| 1987             | Макс Тишлер              | Уэслианский университет                                                    | Оригинальный текст (англ.)For his profound contributions to the Nation’s health and for the impact of his research on the practice of chemistry |
| 1988             | Бэйкер, Уильям Оливер    | Bell Labs                                                                  | Оригинальный текст (англ.)For pioneering studies of the complex relationships between the molecular structures and physical properties of polymers, for a distinguished record of leadership in the combined disciplines of science and engineering, and for distinguished service to government and education |
| 1988             | Блох, Конрад Эмиль       | Гарвардский университет                                                    | Оригинальный текст (англ.)For his discovery of the principle of suicide inhibitors for enzymes and for an example of that principle. His discovery points the way to the rational design of therapeutic agents |
| 1988             | Элайас Джеймс Кори       | Гарвардский университет                                                    | Оригинальный текст (англ.)For his strikingly original contributions to organic synthesis, which have brought the science of organic chemistry to a new level of power and precision |
| 1989             | Бернстайн, Ричард Барри  | Калифорнийский университет в Лос-Анджелесе                                 | Оригинальный текст (англ.)For his development and use of the technique of molecular beams, which have played a significant role in shaping the field of modern chemical dynamics |
| 1989             | Кальвин, Мелвин          | Калифорнийский университет в Беркли                                        | Оригинальный текст (англ.)For his pioneering studies in the mechanism of photosynthesis and bioenergetics, and for the application of scientific theory toward the solution of the most fundamental problems of the age—energy, food, chemical and viral carcinogenesis, and the origin of life |
| 1989             | Макконнелл, Харден       | Стэнфордский университет                                                   | Оригинальный текст (англ.)For his original and insightful research that has had a profound impact on twentieth-century mathematics, and for his role as an inspiring teacher to generations of American mathematicians |
| 1989             | Маркус, Рудольф Артур    | Калифорнийский технологический институт                                    | Оригинальный текст (англ.)For his fundamental, far-reaching, and eminently useful developments of theories of unimolecular reactions and of electron transfers in chemistry and biochemistry |
| 1990             | Фолкерс, Карл Огаст      | Техасский университет в Остине                                             | Оригинальный текст (англ.)For his discoveries and leadership in combining basic chemical research and clinical medicine to achieve new treatments of diseases which have enhanced the quality of life and extended survival rates for countless people |
| 1990             | Блоут, Элкан             | Гарвардский университет                                                    | Оригинальный текст (англ.)For his pioneering studies of protein conformation and devotion to the scientific enterprise of this Nation |
| 1990             | Робертс, Джон Домбровски | Калифорнийский технологический институт                                    | Оригинальный текст (англ.)For his pioneering studies in nuclear magnetic resonance spectroscopy and reaction mechanisms in organic chemistry |
| 1991             | Сиборг, Гленн Теодор     | Калифорнийский университет в Беркли                                        | Оригинальный текст (англ.)For his outstanding work as a chemist, scientist and teacher in the field of nuclear chemistry |
| 1991             | Хершбах, Дадли Роберт    | Гарвардский университет                                                    | Оригинальный текст (англ.)For his seminal contributions to the fundamental understanding of reactions of atoms and molecules, collision by collision |
| 1991             | Рональд Бреслоу          | Колумбийский университет                                                   | Оригинальный текст (англ.)For his incisive work on enzyme mimics that has built bridges between chemistry and biochemistry, and for his seminal work on novel conjugated molecules and a new class of anticancer agents |
| 1991             | Элайон, Гертруда         | Burroughs Wellcome Company                                                 | Оригинальный текст (англ.)For her basic research which enhanced the sciences of chemistry and medicine by elucidating fundamental principles of drug-receptor interactions for nucleic acid antagonists |
| 1992             | Симмонс, Говард          | DuPont                                                                     | Оригинальный текст (англ.)For his fundamental contributions to synthesis, molecular structure, and the theory of organic chemistry, and for his productive management of the premier industrial chemical research program in the United States |
| 1993             | Хакерман, Норман         | Фонд Роберта Уэлча                                                         | Оригинальный текст (англ.)For his seminal contributions in the field of electrochemistry; for his effective and far-seeing vision in higher education; and for his devoted service to the nation and science |
| 1993             | Крам, Дональд Джеймс     | Калифорнийский университет в Лос-Анджелесе                                 | Оригинальный текст (англ.)For his pioneering research on the chemical foundations of molecular recognition; the understanding of the molecular basis of biological systems; his shaping of scientific thought and development, and guidance to generations of students |
| 1994             | Хэммонд, Джордж Симс     | AlliedSignal                                                               | Оригинальный текст (англ.)For his talents as educator, academic administrator and industrial research director, and for creating the field of organic photochemistry, laying the theoretical foundations for research and the development of commercial products from its applications |
| 1995             | Карле, Изабелла          | Naval Research Laboratory                                                  | Оригинальный текст (англ.)For the development and application of a method for determining essentially equal-atom crystal and molecular structures by x-ray analysis, thereby having a profound effect on the practice of organic and biological chemistry |
| 1995             | Чек, Томас Роберт        | Колорадский университет в Боулдере                                         | Оригинальный текст (англ.)For his discoveries regarding RNA catalysis that have added new dimensions to the understanding of the role of RNA in living systems |
| 1996             | Дэвидсон, Норман         | Калифорнийский технологический институт                                    | Оригинальный текст (англ.)For his seminal contributions to understanding the informational properties of DNA and for developing new methods for its study |
| 1997             | Хоффман, Дарлин          | Калифорнийский университет в Беркли                                        | Оригинальный текст (англ.)For her discovery of primordial plutonium in nature and the symmetric spontaneous fission of heavy nuclei; for pioneering studies of elements 104, 105, and 106, and for her outstanding service to education of students in nuclear chemistry and as director of the Seaborg Institute for Transactinium Science of the University of California                                                        |
| 1997             | Джонстон, Харолд         | Калифорнийский университет в Беркли                                        | Оригинальный текст (англ.)For his major contributions to the chemical sciences in the areas of kinetics and photochemistry, and for his pivotal role in providing understanding and conservation of the Earth’s atmospheric environment |
| 1998             | Уайтсайдс, Джордж        | Гарвардский университет                                                    | Оригинальный текст (англ.)For innovative and far-ranging research in chemistry, biology, biochemistry and material science, pioneering work of technological interest and his extensive involvement with teaching, government and industry |
| 1998             | Кан, Джон Вернер         | Национальный институт стандартов и технологий                              | Оригинальный текст (англ.)For his pioneering work on thermodynamics and kinetics of phase transitions and diffusion, on interfacial phenomena, and for his contributions to the understanding of periodic and quasi-periodic structures |
| 1999             | Стюарт Райс              | Чикагский университет                                                      | Оригинальный текст (англ.)For changing the very nature of modern physical chemistry through his research, teaching, and writing, using imaginative approaches to both experiment and theory that have inspired a new generation of scientists |
| 1999             | Джон Росс                | Стэнфордский университет                                                   | Оригинальный текст (англ.)For his outstanding contribution and enormous impact in physical chemistry, in particular molecular studies, the kinetics and thermodynamics of nonlinear systems, and new approaches to the determination of complex chemical and biological reaction mechanisms |
| 1999             | Соломон, Сьюзан          | Национальное управление океанических и атмосферных исследований США (NOAA) | Оригинальный текст (англ.)For key scientific insights in explaining the cause of the Antarctic Ozone hole and for advancing the understanding of the global ozone layer; for changing the direction of ozone research through her findings; and for exemplary service to worldwide public policy decisions and to the American public                                                                                              |
| 2000             | Бальдешвилер, Джон       | Калифорнийский технологический институт                                    | Оригинальный текст (англ.)For his imaginative development of new methods for determining the properties, structures, motions and interactions of molecules and molecular assemblies, the translation of these advances into practical pharmaceutical and instrumentation products for the public benefit, and extensive service to his government and the scientific community                                                     |
| 2000             | Ральф Хиршманн           | Пенсильванский университет                                                 | Оригинальный текст (англ.)For his seminal contributions to organic and to medicinal chemistry including the synthesis in solution of an enzyme (ribonuclease), his stimulation of peptide research in the Pharmaceutical Industry and for his leadership role in fostering interdisciplinary research in academia and in industry, which led to the discovery of several widely prescribed medications for human and animal health |
| 2001             | Соморджай, Габор         | Калифорнийский университет в Беркли                                        | Оригинальный текст (англ.)For molecular studies of surfaces through the use of single crystals and the development of new techniques that served as foundations of new surface technologies including heterogeneous catalysis |
| 2001             | Дэвидсон, Эрнест         | Индианский университет                                                     | Оригинальный текст (англ.)For his innovative leadership and numerous conceptual and algorithmic developments that led to the field of computational quantum chemistry and made possible the accurate modeling of chemical reactions and the response of molecules to radiation |
| 2002             | Браумэн, Джон            | Стэнфордский университет                                                   | Оригинальный текст (англ.)For his seminal contributions in chemistry, giving new insight into the properties of ions and the dynamics and mechanisms of reactions, and for his landmark achievement in clarifying the key role of solvent in determining acid-base chemistry |
| 2004             | Липпард, Стивен          | Массачусетский технологический институт                                    | Оригинальный текст (англ.)For pioneering research in bioinorganic chemistry, which enriched our understanding of how metal compounds interact with DNA, provided important synthetic models for the active sites of metalloproteins, and elucidated key structural and mechanistic features of methane monooxygenase |
| 2005             | Маркс, Тобин             | Северо-Западный университет                                                | Оригинальный текст (англ.)For his pioneering research in the areas of homogeneous and heterogeneous catalysis, organo-f-element chemistry, new electronic and photonic materials, and diverse areas of coordination and solid state chemistry |
| 2006             | Карутерс, Марвин         | Колорадский университет в Боулдере                                         | Оригинальный текст (англ.)For his work in developing robust methods for the chemical synthesis of DNA, which has enabled genetic engineering of new biopharmaceuticals, forensic "DNA fingerprinting, " and the human genome project |
| 2006             | Дерван, Питер            | Калифорнийский технологический институт                                    | Оригинальный текст (англ.)For his fundamental research contributions at the interface of organic chemistry and biology, and for his influence in education and industrial innovation |
| 2007             | Эль-Саид, Мостафа        | Технологический институт Джорджии                                          | Оригинальный текст (англ.)For his seminal contributions to our understanding of the electronic and optical properties of nano-materials and to their applications in nano-catalysis and nano-medicine; his humanitarian efforts in promoting the exchange of ideas; and his role in developing the scientific leadership of tomorrow                                                                                               |
| 2008             | Джоан Стаб               | Массачусетский технологический институт                                    | Оригинальный текст (англ.)For her ground-breaking experiments establishing the mechanisms of ribonucleotide reductases, polyester syntheses, and natural product DNA cleavers & compelling demonstrations of the power of chemical investigations to solve problems in biology |
| 2008             | Фоулер, Джоанна          | Брукхейвенская национальная лаборатория                                    | Оригинальный текст (англ.)For her pioneering work in chemistry involving the synthesis of medical imaging compounds and her innovative applications of these compounds to human neuroscience, which have significantly advanced our understanding of the human brain and brain diseases including drug addiction |
| 2009             | Фокс, Мэри Энн           | Калифорнийский университет в Сан-Диего                                     | Оригинальный текст (англ.)For her research contributions in the areas of organic photochemistry and electrochemistry and for enhancing our understanding of excited state and charge-transfer processes with interdisciplinary applications in material science, solar energy conversion, and environmental chemistry |
| 2009             | Бенкович, Стивен Джеймс  | Университет штата Пенсильвания                                             | Оригинальный текст (англ.)For his research contributions in the field of bioorganic chemistry, which have changed our understanding of how enzymes function and advanced the identification of targets and strategies for drug design |
| 2010             | Стэнг, Питер Джон        | Университет Юты                                                            | Оригинальный текст (англ.)For his creative contributions to the development of organic supramolecular chemistry and for his outstanding and unique record of public service |
| 2010             | Бартон, Жаклин           | Калифорнийский технологический институт                                    | Оригинальный текст (англ.)For discovery of a new property of the DNA helix, long-range electron transfer, and for showing that electron transfer depends upon stacking of the base pairs and DNA dynamics. Her experiments reveal a strategy for how DNA repair proteins locate DNA lesions and demonstrate a biological role for DNA-mediated charge transfer                                                                     |
| 2011             | Бард, Аллен              | Техасский университет в Остине                                             | Оригинальный текст (англ.)For contributions in electrochemistry, including electroluminescence, semiconductor photoelectrochemistry, electroanalytical chemistry, and the invention of the scanning electrochemical microscope |
| 2011             | Хоторн, Фредерик         | Миссурийский университет                                                   | Оригинальный текст (англ.)For highly creative pioneering research in inorganic, organometallic, and medicinal borane chemistry, sustained and profound contributions to scientific and technical advice related to national security, and for effective, prolific, and devoted service to the broad field of chemical sciences |
| 2012             | Мейнуолд, Джерролд       | Корнеллский университет                                                    | Оригинальный текст (англ.)For applying chemical principles and techniques to studies of plant and insect defense and communication, and for his seminal role in establishing chemical ecology as a core discipline important to agriculture, forestry, medicine, and environmental science |
| 2012             | Клинман, Джудит          | Калифорнийский университет в Беркли                                        | Оригинальный текст (англ.)For her discoveries of fundamental chemical and physical principles underlying enzyme catalysis and her leadership in the community of scientists |
| 2013             | Ричмонд, Джеральдин      | Орегонский университет                                                     | Оригинальный текст (англ.)For her landmark discoveries of the molecular characteristics of water surfaces; for her creative demonstration of how her findings impact many key biological, environmental, chemical, and technological processes; and for her extraordinary efforts in the United States and around the globe to promote women in science                                                                            |
| 2014             | Аливизатос, Павлос       | Калифорнийский университет в Беркли                                        | Оригинальный текст (англ.)For his foundational contributions to the field of nanoscience; for the development of nanocrystals as a building block of nanotechnologies; and for his leadership in the nanoscience community |

### Инженерные науки
| Список лауреатов | Список лауреатов                 | Список лауреатов                                    | Список лауреатов |
| Год              | Имя                              | Место научной деятельности                          | Обоснование награды |
| ---------------- | -------------------------------- | --------------------------------------------------- | --- |
| 1962             | Карман, Теодор фон               | Калифорнийский технологический институт             | За лидерство в области науки и техники воздухоплавания, за его эффективное преподавание во многих областях механики, за его неоценимые консультации для вооружённых сил, и за его вклад в развитие международного сотрудничества в области науки и техники. |
| 1963             | Пирс, Джон Робинсон              | Bell Labs                                           | За выдающийся вклад в теории коммуникаций, оптики электронных лучей и лампы бегущей волны, и за лидирующие исследования всемирной радиосвязи с использованием искусственных спутников Земли. |
| 1963             | Буш, Вэнивар                     | Институт Карнеги                                    | За его выдающиеся достижения в электротехнике, компьютерных технологиях, эффективное взаимодействие с физикой и науками о жизни; за его терпение на пути мобилизации науки, инженерного дела и образования на службе народу. |
| 1964             | Амманн, Отмар Герман             | Ammann & Whitney                                    | За полувековое выдающееся лидерство в проектировании больших мостов, сочетающих в себе красоту и утилитарность со смелыми инженерными концепциями и методами. |
| 1964             | Дрейпер, Чарльз Старк            | Массачусетский технологический институт             | Оригинальный текст (англ.)For innumerable imaginative engineering achievements which met urgent National needs of instrumentation, control, and guidance in aeronautics and astronautics |
| 1965             | Джонсон, Кларенс                 | Lockheed Corporation                                | Оригинальный текст (англ.)For bold innovations in the use of materials and in the design of aircraft of unusual configurations that pioneered new vistas for the possibility of flight |
| 1965             | Льюис, Уоррен                    | Массачусетский технологический институт             | Оригинальный текст (англ.)For contributions as a scientist, teacher, and inventor who as the leader of modern chemical engineering has made the American chemical industry preeminent in the world |
| 1965             | Драйден, Хью Латимер (посмертно) | НАСА                                                | Оригинальный текст (англ.)For contributions as an engineer, administrator, and civil servant for one-half century to aeronautics and astronautics which have immeasurably supported the preeminence in space |
| 1966             | Шеннон, Клод                     | Массачусетский технологический институт             | Оригинальный текст (англ.)For brilliant contributions to the mathematical theories of communications and information processing and for his early and continuing impact on the development of these disciplines |
| 1967             | Лэнд, Эдвин                      | Polaroid                                            | Оригинальный текст (англ.)For many discoveries and inventions in the field of polarized light, rapid photography, including quick processing of the final photograph, for the development of a unique theory of color vision, and for contributions to national defense |
| 1967             | Сикорский, Игорь Иванович        | United Aircraft                                     | Оригинальный текст (англ.)For pioneering in the development of multi-engined aircraft, both land and sea planes, and for developing the helicopter as a useful and important device of aerial transportation |
| 1968             | Эккерт, Джон Преспер             | Sperry Rand Corporation                             | Оригинальный текст (англ.)For pioneering and continuing contributions in creating, developing, and improving the high-speed electronic digital computer |
| 1968             | Ньюмарк, Натан Мортимор          | Иллинойсский университет в Урбане-Шампейне          | Оригинальный текст (англ.)For contributions to the development of powerful and widely used methods for analyzing complex structural components and assemblies under a variety of conditions of loading |
| 1969             | Килби, Джек                      | Texas Instruments                                   | Оригинальный текст (англ.)For original conceptions and valuable contributions in the production and application of integrated circuits |
| 1970             | Мюллер, Джордж                   | General Dynamics                                    | Оригинальный текст (англ.)For his many individual contributions to the design of the Apollo system, including the planning and interpretation of a large array of advanced experiments necessary to insure the success of this venture into a new and little known environment |
| 1973             | Эджертон, Гарольд Юджин          | Массачусетский технологический институт             | Оригинальный текст (англ.)For his vision and creativity in pioneering the field of stroboscopic photography and for his many inventions of instruments for exploring the great depths of the oceans |
| 1973             | Уиткомб, Ричард                  | НАСА                                                | Оригинальный текст (англ.)For his discoveries and inventions in aerodynamics which have provided and will continue to provide substantial improvements in the speed, range and payload of a major portion of high-performance aircraft produced throughout the country |
| 1974             | Компфнер, Рудольф                | Стэнфордский университет                            | Оригинальный текст (англ.)For his invention of the traveling-wave tube and for major contributions to communication satellites and to optical communications |
| 1974             | Пек, Ральф Брэзелтон             | Иллинойсский университет в Урбане-Шампейне          | Оригинальный текст (англ.)For his development of the science and art of subsurface engineering, combining the contributions of the sciences of geology and soil mechanics with the practical art of foundation design |
| 1974             | Вулман, Эйбел                    | Университет Джонса Хопкинса                         | Оригинальный текст (англ.)For significant improvements in the environment and in the health and prosperity of large populations through the development of better water supply and wastewater systems for cities, regions, and entire nations |
| 1975             | Мэнсон Бенедикт                  | Массачусетский технологический институт             | Оригинальный текст (англ.)For inspired and ingenious leadership in the development of gaseous diffusion plants for uranium isotope separation, and for his role in creating the discipline of nuclear engineering |
| 1975             | Пикеринг, Уильям Хэйуард         | Калифорнийский технологический институт             | Оригинальный текст (англ.)For his leadership of the exploration of the planets of the solar system and his personal contributions to the theory and practice of soft planetary landings and collection of data from deep space |
| 1975             | Терман, Фредерик Эммонс          | Стэнфордский университет                            | Оригинальный текст (англ.)For his principal role in creating modern electronics and his ability to document his knowledge so that it could be effectively communicated to his many students who now populate the worlds of industry, academia, and public service |
| 1975             | Браун, Вернер фон                | НАСА                                                | Оригинальный текст (англ.)For his work in making the liquid-fuel rocket a practical launch vehicle and for individual contributions to a series of advanced space vehicles, culminating in the Saturn series that made the Apollo program possible |
| 1976             | Коэн, Моррис                     | Массачусетский технологический институт             | Оригинальный текст (англ.)For original research and advancement of knowledge of the physical and mechanical metallurgy of iron and steel, and especially for his work on the martensitic transformation in the hardening of steel |
| 1976             | Голдмарк, Питер Карл             | Goldmark Communications Corp.                       | Оригинальный текст (англ.)For contributions to the development of the communication sciences for education, entertainment, culture and human service |
| 1976             | Мюллер, Эрвин Вильгельм          | Университет штата Пенсильвания                      | Оригинальный текст (англ.)For his invention of the field-emission microscope, the field-ion microscope, and the atom-probe microscope, which helped to resolve the atomic structures of solids |
| 1979             | Лейт, Эмметт                     | Мичиганский университет                             | Оригинальный текст (англ.)For discoveries and developments in wavefront reconstruction and holography, and his pioneering application of these techniques in engineering and science |
| 1979             | Миндлин, Рэймонд                 | Колумбийский университет                            | Оригинальный текст (англ.)For fundamental contributions to applied mechanics, including theory and applications in photoelasticity, package cushioning, piezoelectric oscillators, and ultrahigh frequency vibrations |
| 1979             | Нойс, Роберт                     | Intel                                               | Оригинальный текст (англ.)For contributions to a variety of semiconductor devices, but especially for the integrated circuit, the cornerstone of modern electronics |
| 1979             | Паркер, Эрл                      | Калифорнийский университет в Беркли                 | Оригинальный текст (англ.)For contributions profoundly influencing materials engineering through research in flow and fracture, and for his development of new alloys with unusual combinations of strength and toughness |
| 1979             | Рамо, Саймон                     | TRW Inc.                                            | Оригинальный текст (англ.)For basic contributions to microwave electronics, and imaginative technical leadership in making large electronic systems available to the country for defense and civilian uses |
| 1982             | Хайнеманн, Эдвард Генри          | General Dynamics                                    | Оригинальный текст (англ.)For his outstanding contribution as a creator-designer and engineer responsible for the design and production of a series of famous aircraft for the military forces of the Untied States and allied nations |
| 1982             | Кац, Дональд                     | Мичиганский университет                             | Оригинальный текст (англ.)For solving many practical engineering problems by delving into a wide group of sciences and making their synergistic effects evident |
| 1983             | Хьюлетт, Уильям Реддингтон       | Hewlett-Packard                                     | Оригинальный текст (англ.)For his pioneering accomplishments in the creation and manufacturing of electronics and semi-conductor devices and electronic test instruments |
| 1983             | Лоу, Джордж                      | Политехнический институт Ренсселера                 | Оригинальный текст (англ.)For contributions of major dimensions and lasting importance to manned spaceflight and in university-industry-government relations |
| 1983             | Трамп, Джон                      | Массачусетский технологический институт             | Оригинальный текст (англ.)For his introduction of new machines and methods for the widespread beneficial application of ionizing radiation to medicine, industry and atomic physics |
| 1986             | Липман, Ханс                     | Калифорнийский технологический институт             | Оригинальный текст (англ.)For his invaluable contributions to the physical sciences and engineering and their impact on the national defense and for his important theoretical and experimental advances in the areas of laminar flow, instability and transition, turbulence, shock-wave boundary layer interaction, transonic flow, aerodynamic noise, magnetofluid dynamics, and the mechanics of liquid helium              |
| 1986             | Тунь-Янь Линь                    | T. Y. Lin International                             | Оригинальный текст (англ.)For his work as an engineer, teacher and author whose scientific analyses, technological innovation, and visionary designs have spanned the gulf not only between science and art, but also between technology and society |
| 1986             | Оливер, Бернард                  | НАСА                                                | Оригинальный текст (англ.)For translating the most profound discoveries of physical and communication science into the electronic, radio, and computer systems which have improved our culture and enriched the lives of all Americans |
| 1987             | Бёрд, Роберт Байрон              | Висконсинский университет в Мадисоне                | Оригинальный текст (англ.)For his profoundly influential books and research on kinetic theory, transport phenomena, the behavior of polymeric fluids, and foreign language study for engineers and scientists |
| 1987             | Сид, Гарри Болтон                | Калифорнийский университет в Беркли                 | Оригинальный текст (англ.)For his pioneering contributions to the art and science of civil engineering, to the practice of civil engineering at the frontiers of knowledge, to the general understanding of civil engineering methods at all levels, and to the safety and welfare of people throughout the world |
| 1987             | Вебер, Эрнст                     | Политехнический институт Нью-Йоркского университета | Оригинальный текст (англ.)For his distinguished and pioneering contributions to the profession of electrical engineering and allied areas as educator, academic leader, author, researcher, and entrepreneur which have inspired several generations of students and colleagues around the world |
| 1988             | Друкер, Даниэль                  | Флоридский университет                              | Оригинальный текст (англ.)For pioneering contributions to the development of the theory of plasticity and of limit design, for leadership in engineering education and in engineering societies promoting excellence, and for his influential advisory service to the Nation |
| 1988             | Хоукинс, Уиллис                  | Lockheed Corporation                                | Оригинальный текст (англ.)For his contributions — through invention, development, management, and advice — to the technical health and competitive status of the United State aeronautical products, sound deterrent weapons systems, and space prowess |
| 1988             | Хауснер, Джордж                  | Калифорнийский технологический институт             | Оригинальный текст (англ.)For his profound and decisive influence on the development of earthquake engineering worldwide. His research contributions have guided the development of earthquake engineering and have had an important impact on other major disciplines |
| 1989             | Дрикеймер, Гарри Джордж          | Иллинойсский университет в Урбане-Шампейне          | Оригинальный текст (англ.)For his discovery of the pressure tuning of electronic energy levels as a way to obtain new and unique information on the electronic structure of solids |
| 1989             | Грир, Герберт                    | CER Corporation                                     | Оригинальный текст (англ.)For his pioneering scientific contributions and his leadership role in ultra-high-speed electronic stroboscopy, electro-optic innovations, national defense, and aerospace sciences |
| 1990             | Дресселгауз, Милдред             | Массачусетский технологический институт             | Оригинальный текст (англ.)For her studies of the electronic properties of metals and semimetals, and for her service to the Nation in establishing a prominent place for women in physics and engineering |
| 1990             | Холоньяк, Ник                    | Иллинойсский университет в Урбане-Шампейне          | Оригинальный текст (англ.)For his contributions as one of the Nation’s most prolific inventors in the area of semiconductor materials and devices, and for his role as research mentor while working at the forefront of solid-state science and technology |
| 1991             | Хейлмейер, Джордж                | Bellcore                                            | Оригинальный текст (англ.)For his major contributions to the technological competitiveness of the United States and the cause of national defense |
| 1991             | Леопольд, Луна                   | Калифорнийский университет в Беркли                 | Оригинальный текст (англ.)For his contribution to the hydromechanics of rivers; for influencing the direction and content of physical geography, and for outstanding service to the field of water resources |
| 1991             | Стивер, Хортон Гайфорд           |                                                     | Оригинальный текст (англ.)For his scientific and engineering leadership in applying new results of scientific research and technological development to the purposes of government, industry, and academe |
| 1992             | Куэйт, Келвин                    | Стэнфордский университет                            | Оригинальный текст (англ.)For his contributions to microscopy, particularly the scanning acoustic microscope and the atomic force microscope |
| 1992             | Уиннери, Джон Рой                | Калифорнийский университет в Беркли                 | Оригинальный текст (англ.)For his research contributions to microwaves, lasers, and quantum electronics; for his excellence as a teacher and author; and for his extensive services to government and professional organizations |
| 1993             | Чо, Альфред Йи                   | AT&T                                                | Оригинальный текст (англ.)For his pioneering work in the development of molecular beam epitaxy, which revolutionized thin film growth, making possible atomically accurate structures for elecronic and proelecronic devices, and for the study of new quantum phenomena |
| 1994             | Клаф, Рэй Уильям                 | Калифорнийский университет в Беркли                 | Оригинальный текст (англ.)For his outstanding contributions in the fields of finite element analysis, structural dynamics, and earthquake engineering which had extraordinary influence in the development of modern engineering |
| 1995             | Хаус, Херманн Антон              | Массачусетский технологический институт             | Оригинальный текст (англ.)For his fundamental and seminal research contributions to the field of quantum electronics, noise and ultra-fast optics; and for his service to the engineering profession through teaching |
| 1996             | Флэнаган, Джеймс Лотон           | Ратгерский университет                              | Оригинальный текст (англ.)For his pioneering contributions to speech communication research, and his leadership in the application to telecommunications technology |
| 1996             | Пател, Кумар                     | Калифорнийский университет в Лос-Анджелесе          | Оригинальный текст (англ.)For his fundamental contributions to quantum electronics and invention of the carbon dioxide laser, which have had significant impact on industrial, scientific, medical, and defense applications |
| 1998             | Рукенстайн, Илай                 | Университет штата Нью-Йорк в Буффало                | Оригинальный текст (англ.)For his pioneering theories of the thermodynamics of microemulsions, hydrodynamics of thin films, interfacial phenomena, nucleation, scaling of transport phenomena, and for imaginative technological and experimental achievements in the areas of catalysis polymer composites, metal-support interactions, and protein separation                                                                 |
| 1999             | Стивенс, Кеннет                  | Массачусетский технологический институт             | Оригинальный текст (англ.)For his leadership and pioneering contributions to the theory of acoustics of speech production and perception, development of mathematical methods of analysis and modeling to study the acoustics of speech production, and establishing the contemporary foundations of speech science |
| 2000             | Фунг, Юань-Чжэн                  | Калифорнийский университет в Сан-Диего              | Оригинальный текст (англ.)For his pioneering research and leadership in the fields of bioengineering and aeroelasticity. As author, teacher, editor, and leader, his work and enthusiasm have founded the rigorous study of biomechanics, particularly of the lungs and arteries |
| 2001             | Акривос, Андреас                 | Сити-колледж                                        | Оригинальный текст (англ.)For his pioneering research in fluid mechanics, leadership in the fluid mechanics and chemical engineering communities, editorial initiative with the Physics of Fluids, and mentoring several generations of engineering scientists |
| 2002             | Беранек, Лео Лерой               | BBN Technologies                                    | Оригинальный текст (англ.)For his leadership, dedication, and contributions to the art and science of acoustics; for co-founding one of the world’s foremost acoustical research and consulting firms; and for sustained contributions to scientific societies and civic organizations |
| 2003             | Праусниц, Джон                   | Калифорнийский университет в Беркли                 | Оригинальный текст (англ.)For his development of engineering-oriented molecular thermodynamics, which provides a scientific method for the design, construction, and operation of chemical manufacturing plants toward economic efficiency, safety, minimum energy consumption, and environmental protection |
| 2004             | Лайтфут, Эдвин                   | Висконсинский университет в Мадисоне                | Оригинальный текст (англ.)For his innovative research and leadership in transport phenomena focusing on biochemical and biomedical engineering with application to blood oxygenation, bioseparation techniques, and diabetic responses |
| 2005             | Ахенбах, Ян                      | Северо-Западный университет                         | Оригинальный текст (англ.)For his seminal contributions to engineering research and education in the area of wave propagation in solids and for pioneering the field of quantitative non-destructive evaluation |
| 2006             | Лэнгер, Роберт                   | Массачусетский технологический институт             | Оригинальный текст (англ.)For his revolutionary discoveries in the areas of polymeric controlled release systems and tissue engineering and synthesis of new materials that have led to new medical treatments that have profoundly affected the well being of mankind |
| 2007             | Уайнленд, Дэвид                  | Национальный институт стандартов и технологий       | Оригинальный текст (англ.)For his leadership in developing the science of laser cooling and manipulation of ions, with applications in precise measurements and standards, quantum computing, and fundamental tests of quantum mechanics; his major impact on the international scientific community through the training of scientists; and his outstanding publications                                                       |
| 2008             | Кальман, Рудольф                 | Швейцарская высшая техническая школа Цюриха         | Оригинальный текст (англ.)For his fundamental contributions to modern system theory, which provided rigorous mathematical tools for engineering, econometrics, and statistics, and in particular for his invention of the «Kalman filter», which was critical to achieving the Moon landings and creating the Global Positioning System and which has facilitated the use of computers in control and communications technology |
| 2009             | Ярив, Амнон                      | Калифорнийский технологический институт             | Оригинальный текст (англ.)For foundational contributions to photonics and quantum electronics, including his demonstration of the semiconductor distributed feedback laser that underpins today’s high-speed optical fiber communications |
| 2010             | Цянь, Шу                         | Калифорнийский университет в Сан-Диего              | Оригинальный текст (англ.)For pioneering work in cardiovascular physiology and bioengineering, which has had tremendous impact in the fields of microcirculation, blood rheology and mechanotransduction in human health and disease |
| 2011             | Гуденаф, Джон                    | Техасский университет в Остине                      | Оригинальный текст (англ.)For groundbreaking cathode research that led to the first commercial lithium ion battery, which has since revolutionized consumer electronics with technical applications for portable and stationary power |
| 2012             | Кайлат, Томас                    | Стэнфордский университет                            | Оригинальный текст (англ.)For transformative contributions to the fields of information and system science, for distinctive and sustained mentoring of young scholars, and for translation of scientific ideas into entrepreneurial ventures that have had a significant impact on industry |

### Математика, статистика и компьютерные науки
| Список лауреатов | Список лауреатов            | Список лауреатов                           | Список лауреатов |
| Год              | Имя                         | Место научной деятельности                 | Обоснование награды |
| ---------------- | --------------------------- | ------------------------------------------ | --- |
| 1963             | Винер, Норберт              | Массачусетский технологический институт    | За его удивительно разносторонний, глубоко оригинальный вклад в теоретические и прикладные математические методы в инженерных и биологических науках. |
| 1964             | Лефшец, Соломон             | Принстонский университет                   | Оригинальный текст (англ.)For indomitable leadership in developing mathematics and training mathematicians, for [his] fundamental publications in algebraic geometry and topology, and for stimulating needed research in nonlinear control processes |
| 1964             | Морс, Марстон               | Институт перспективных исследований        | Оригинальный текст (англ.)For extraordinary achievement in creating analytic theories in the large, for statesmanship in the world of mathematics, and for distinguished service to his country in war and peace |
| 1965             | Зарисский, Оскар            | Гарвардский университет                    | Оригинальный текст (англ.)For his creation of a rigorous abstract theory of algebraic geometry, and for his profound influence—especially through many brilliant students—on the algebraic structure of contemporary pure mathematics |
| 1966             | Милнор, Джон Уиллард        | Принстонский университет                   | Оригинальный текст (англ.)For clever and ingenious approaches in topology which have solved long outstanding problems and opened new exciting areas in this active branch of mathematics |
| 1967             | Коэн, Пол Джозеф            | Стэнфордский университет                   | Оригинальный текст (англ.)For epoch-making results in mathematical logic which have enlivened and broadened investigations in the foundation of mathematics |
| 1968             | Нейман, Ежи                 | Калифорнийский университет в Беркли        | Оригинальный текст (англ.)For laying the foundations of modern statistics and devising tests and procedure that have become essential parts of the knowledge of every statistician |
| 1969             | Феллер, Уильям              | Принстонский университет                   | Оригинальный текст (англ.)For original and definitive contributions to pure and applied mathematics, for making probability available to users, and for pioneering work in establishing Mathematical Reviews |
| 1970             | Брауэр, Ричард              | Гарвардский университет                    | Оригинальный текст (англ.)For his work on conjectures of Dickson, Cartan, Maschke, and Artin, his introduction of the Brauer group, and his development of the theory of modular representations |
| 1973             | Тьюки, Джон                 | Принстонский университет                   | Оригинальный текст (англ.)For his studies in mathematical and theoretical statistics, particularly his pioneering work on broad analysis and synthesis problems of complex systems, and for his outstanding contributions to the applications of statistics to the physical, social, and engineering sciences |
| 1974             | Гёдель, Курт                | Институт перспективных исследований        | Оригинальный текст (англ.)For laying the foundation for today’s flourishing study of mathematical logic |
| 1975             | Бэкус, Джон                 | IBM Almaden Research Center                | Оригинальный текст (англ.)For his pioneering contributions to computer programming languages, especially development of the FORTRAN language which made the modern digital computer directly available to countless scientists and engineers |
| 1975             | Черн Шиинг-Шен              | Калифорнийский университет в Беркли        | Оригинальный текст (англ.)For developing and extending techniques that led to profound discoveries in geometry and topology |
| 1975             | Данциг, Джордж              | Стэнфордский университет                   | Оригинальный текст (англ.)For inventing linear programming and discovering methods that led to wide-scale scientific and technical applications to important problems in logistics, scheduling, and network optimization, and to the use of computers in making efficient use of the mathematical theory |
| 1976             | Фридрихс, Курт Отто         | Нью-Йоркский университет                   | Оригинальный текст (англ.)For bringing the powers of modern mathematics to bear on problems in physics, fluid dynamics, and elasticity |
| 1976             | Уитни, Хасслер              | Институт перспективных исследований        | Оригинальный текст (англ.)For founding, and bringing to maturity, the discipline of differential topology |
| 1979             | Дуб, Джозеф Лео             | Иллинойсский университет в Урбане-Шампейне | Оригинальный текст (англ.)In recognition of his work on probability and mathematical statistics, characterized by novel and fruitful ideas of a general character that opened new fields of study which began to be transplanted abroad and now are acclaimed worldwide |
| 1979             | Кнут, Дональд Эрвин         | Стэнфордский университет                   | Оригинальный текст (англ.)In recognition of his essential contributions to the quantum theory of radiation and to his illumination of behavior of constituents of the atom, of the atomic nucleus, and of the subnuclear particles |
| 1982             | Стоун, Маршалл              | Массачусетский университет в Амхерсте      | Оригинальный текст (англ.)For his original synthesis of analysis, algebra, and topology, the new vital area of functional analysis in modern mathematics |
| 1983             | Голдстайн, Герман           | Институт перспективных исследований        | Оригинальный текст (англ.)For his fundamental contributions to the development of the digital computer, computer programming and numerical analysis |
| 1983             | Зингер, Изадор              | Калифорнийский университет в Беркли        | Оригинальный текст (англ.)For his inspired revival of differential geometry and its connections to analysis; for his contribution to the discovery and applications of the index theorem for differential operators; and for his leadership in using geometric and topological methods in connection with theoretical physics |
| 1986             | Лакс, Питер                 | Нью-Йоркский университет                   | Оригинальный текст (англ.)For his outstanding, innovative and profound contributions to the theory of partial differential equations, applied mathematics, numerical analysis and scientific computation |
| 1986             | Зигмунд, Антоний            | Чикагский университет                      | Оригинальный текст (англ.)For outstanding contributions to Fourier analysis and its applications to partial differential equations and other branches of analysis, and for his creation and leadership of the strongest school of analytical research in the contemporary mathematical world |
| 1987             | Ботт, Рауль                 | Гарвардский университет                    | Оригинальный текст (англ.)In recognition of his profound studies in the topology of Lie groups and differential geometry over many decades, and in particular for his «periodicity theorem» |
| 1987             | Фридман, Майкл              | Калифорнийский университет в Сан-Диего     | Оригинальный текст (англ.)For his proof of the Poincare Conjecture in dimension four: a topological four-manifold is homeomorphic to S4[4th power] it it is homotopy equivalent to S4 [4th power], one of the greatest achievements in mathematics in this century |
| 1988             | Ральф Гомори                | IBM                                        | Оригинальный текст (англ.)For his scientific contributions to the mathematics of discrete optimization and its far-reaching influence on information processing; for bringing to a leading position one of industry’s most significant research establishments; and for his contributions to public and private scientific enterprise |
| 1988             | Келлер, Джозеф              | Стэнфордский университет                   | Оригинальный текст (англ.)For his outstanding contribution to the geometrical theory of diffraction. This is a major extension of geometrical optics which succeeds, after many centuries, in adding the physics of diffraction to the simple ray concepts of optics and of other wave motions |
| 1989             | Карлин, Самуэль             | Стэнфордский университет                   | Оригинальный текст (англ.)For his broad and remarkable researches in mathematical analysis, probability theory and mathematical statistics, and in the application of these ideas to mathematical economics, mechanics, and population genetics |
| 1989             | Маклейн, Саундерс           | Чикагский университет                      | Оригинальный текст (англ.)For revolutionizing the language and content of modern mathematics by his collaboration in the creation and development of the fields of homological algebra and category theory, for outstanding contributions to mathematics education, and for incisive leadership of the mathematical and scientific communities |
| 1989             | Спенсер, Доналд Клэйтон     | Принстонский университет                   | Оригинальный текст (англ.)For his original and insightful research that has had a profound impact on twentieth-century mathematics, and for his role as an inspiring teacher to generations for American mathematicians |
| 1990             | Кэрриер, Джордж Фрэнсис     | Гарвардский университет                    | Оригинальный текст (англ.)For his achievement and leadership in the mathematical modeling of significant problems of engineering science and geophysics, and their solution by the application of innovative and powerful analytical techniques |
| 1990             | Клини, Стивен Коул          | Висконсинский университет в Мадисоне       | Оригинальный текст (англ.)For his leadership in the theory of recursion and effective computability and for developing it into a deep and broad field of mathematical research |
| 1990             | Маккарти, Джон              | Стэнфордский университет                   | Оригинальный текст (англ.)For his fundamental contributions to computer science and artificial intelligence, including the development of the LISP programming language; the mathematical theory of computation; the concept and development of time-sharing; the application of mathematical logic to computer programs that use commonsense knowledge and reasoning; and the naming and thus the definition of the field of artificial intelligence itself                    |
| 1991             | Кальдерон, Альберто         | Чикагский университет                      | Оригинальный текст (англ.)For his ground-breaking work on singular integral operators leading to their application to important problems in partial differential equations, including his proof of uniqueness in the Cauchy problem, the Atiyah-Singer index theorem and the propagation of singularities of non-linear equations |
| 1992             | Ньюэлл, Аллен               | Университет Карнеги — Меллон               | Оригинальный текст (англ.)For his seminal contributions to the development of artificial intelligence, the theory of human cognition and the software and hardware of computational systems for complex information processing |
| 1993             | Крускал, Мартин             | Ратгерский университет                     | Оригинальный текст (англ.)For his influence as a leader in nonlinear science for more than two decades as the principal architect of the theory of soliton solutions of nonlinear equations of evolution |
| 1994             | Кок, Джон                   | IBM                                        | Оригинальный текст (англ.)For his contributions to computer science in the design and theory of compilers, and for major advances in the theory and practice of high-performance computer systems |
| 1995             | Ниренберг, Луис             | Нью-Йоркский университет                   | Оригинальный текст (англ.)For his fundamental contributions to linear and nonlinear partial differential equations, and applications, particularly in geometry and complex analysis, thus having a decisive impact on the development of mathematics and its applications over a period of years |
| 1996             | Карп, Ричард Мэннинг        | Вашингтонский университет                  | Оригинальный текст (англ.)For his pioneering research in theoretical computer science and the development of NP-Completeness, a concept having an important role in the theory and the practice of computation |
| 1996             | Смэйл, Стивен               | Калифорнийский университет в Беркли\|      | Оригинальный текст (англ.)For his pioneering contributions to mathematics in the fields of differential topology and dynamical systems, and for applications to physics, biology, economics, and the theory of computation |
| 1997             | Яу Шинтун                   | Гарвардский университет                    | Оригинальный текст (англ.)For his fundamental contributions in mathematics and physics. Through his work, the understanding of basic geometric differential equations has been changed and he has expanded their role enormously within mathematics |
| 1998             | Кэтлин Моравец              | Курантовский институт математических наук  | Оригинальный текст (англ.)For her many pioneering contributions to the theory of partial differential equations and wave propagation, that resulted in applications in aerodynamics, acoustics, and optics. Her research accomplishments are matched by her leadership and inspiration, judgment and vision, and knowledge and generosity to colleagues and collaborators |
| 1999             | Феликс Браудер              | Ратгерский университет                     | Оригинальный текст (англ.)For his pioneering work in nonlinear functional analysis and its applications to partial differential equations, and for leadership in the scientific community |
| 1999             | Койфман, Рональд            | Йельский университет                       | Оригинальный текст (англ.)For his fundamental contributions to pure mathematics in the field of harmonic analysis, and for his achievements in the adaptation of that field to the capabilities of the digital computer to produce a family of fast, robust computational tools that have substantially benefited science and technology |
| 2000             | Томпсон, Джон Григгс        | Флоридский университет                     | Оригинальный текст (англ.)For his profound and lasting contributions to the mathematical sciences, providing fundamental advances for the study of finite simple groups, the inverse Galois problem and connections between group theory and number theory |
| 2000             | Уленбек, Карен              | Техасский университет в Остине             | Оригинальный текст (англ.)For her many pioneering contributions to global geometry that resulted in advances in mathematical physics and the theory of partial differential equations. Her research accomplishments are matched by her leadership and passionate involvement in mathematics training and education |
| 2001             | Рао, Кальямпуди Радхакришна | Университет штата Пенсильвания             | Оригинальный текст (англ.)For his pioneering contributions to the foundations of statistical theory and multivariate statistical methodology, and their applications, enriching the physical, biological, mathematical, economic and engineering sciences |
| 2001             | Элиас Менахем Стейн         | Принстонский университет                   | Оригинальный текст (англ.)For his contributions to mathematical analysis, especially harmonic analysis, partial differential equations, several complex variables, and representation theory |
| 2002             | Глимм, Джеймс               | Университет штата Нью-Йорк в Стоуни-Брук   | Оригинальный текст (англ.)For his original approaches and creative contributions to an array of disciplines in mathematical analysis and mathematical physics, which are fundamental to the theory of operator algebras, shock-wave theory, advanced quantum field theory, quantum statistical mechanics, applied mathematics, and scientific computation Also affiliated with Brookhaven National Laboratory                                                                   |
| 2003             | Бур, Карл Рейнхольд де      | Висконсинский университет в Мадисоне       | Оригинальный текст (англ.)For his fundamental contributions to mathematics that strongly assisted numerical computation in science and engineering |
| 2004             | Салливан, Деннис            | Городской университет Нью-Йорка            | Оригинальный текст (англ.)For his achievements in mathematics, including solving some of the most difficult problems and creating entirely new areas of activity, and for uncovering striking, unexpected connections between seemingly unrelated fields |
| 2005             | Эфрон, Брэдли               | Стэнфордский университет                   | Оригинальный текст (англ.)For his contributions to theoretical and applied statistics, especially the bootstrap sampling technique; for his extraordinary geometric insight into nonlinear statistical problems; and for applications in medicine, physics, and astronomy |
| 2006             | Бас, Хаймэн                 | Мичиганский университет                    | Оригинальный текст (англ.)For his fundamental contributions to pure mathematics, especially in the creation of algebraic K-theory, his profound influence on mathematics education, and his service to the mathematics research and education communities |
| 2007             | Клейнрок, Леонард           | Калифорнийский университет в Лос-Анджелесе | За его фундаментальный вклад в математическую теорию современных сетей передачи данных и функциональную спецификацию пакетной коммутации, которая легла в основу интернет-технологий. Его наставничество для поколений студентов привело в итоге к коммерциализации технологии, изменившей мир. |
| 2007             | Эндрю Витерби               | Университет Южной Калифорнии               | Оригинальный текст (англ.)For his development of the maximum-likelihood algorithm for convolutional coding, known as the Viterbi algorithm, and for his contributions to Code Division Multiple Access (CDMA) wireless technology that transformed the theory and practice of digital communications |
| 2009             | Мамфорд, Дэвид              | Брауновский университет                    | Оригинальный текст (англ.)For his contributions to the field of mathematics, which fundamentally changed algebraic geometry, and for connecting mathematics to other disciplines such as computer vision and neurobiology |
| 2010             | Тапиа, Ричард               | Университет Райса                          | Оригинальный текст (англ.)For his pioneering and fundamental contributions in optimization theory and numerical analysis and for his dedication and sustained efforts in fostering diversity and excellence in mathematics and science education |
| 2010             | Сриниваса Варадхан          | Курантовский институт математических наук  | Оригинальный текст (англ.)For his work in probability theory, especially his work on large deviations from expected random behavior, which has revolutionized this field of study during the second half of the twentieth century and become a cornerstone of both pure and applied probability. The mathematical insights he developed have been applied in diverse fields including quantum field theory, population dynamics, finance, econometrics, and traffic engineering |
| 2011             | Голомб, Соломон Вольф       | Университет Южной Калифорнии               | Оригинальный текст (англ.)For pioneering work in shift register sequences that changed the course of communications from analog to digital, and for numerous innovations in reliable and secure space, radar, cellular, wireless, and spread-spectrum communications |
| 2011             | Мазур, Барри                | Гарвардский университет                    | Оригинальный текст (англ.)For original and landmark contributions to differential topology, number theory, and arithmetic algebraic geometry, where, among other applications, his work was foundational to Wiles proof of Fermats Last Theorem, and for his dedication to communicating subtle mathematical ideas to the broader public |
| 2012             | Блэквелл, Дэвид             | Калифорнийский университет в Беркли        | Оригинальный текст (англ.)For fundamental contributions to probability theory, mathematical statistics, information theory, mathematical logic, and Blackwell games, which have had a lasting impact on critical endeavors such as drug testing, computer communications, and manufacturing |
| 2012             | Шорин, Александр Джоэл      | Калифорнийский университет в Беркли        | Оригинальный текст (англ.)For the development of revolutionary methods for realistic fluid-flow simulation, now ubiquitous in the modeling and design of engines, aircraft wings, and heart valves, and in the analysis of natural flows |
| 2013             | Артин, Майкл                | Массачусетский технологический институт    | Оригинальный текст (англ.)For his leadership in modern algebraic geometry, including three major bodies of work: étale cohomology; algebraic approximation of formal solutions of equations; and non-commutative algebraic geometry |

### Физические науки
| Список лауреатов | Список лауреатов                 | Список лауреатов                                               | Список лауреатов |
| Год              | Имя                              | Место научной деятельности                                     | Обоснование награды |
| ---------------- | -------------------------------- | -------------------------------------------------------------- | --- |
| 1963             | Альварес, Луис                   | Калифорнийский университет в Беркли                            | За его вдохновляющее руководство в экспериментальной физике высоких энергий, дальнейшее развитие пузырьковых камер, исследование множества состояний элементарных частиц и его вклад в укрепление национальной обороны. |
| 1964             | Вудворд, Роберт Бёрнс            | Гарвардский университет                                        | За новый творческий подход к синтезу сложных органических молекул, особенно за блестящие синтезы стрихнина, резерпина, лизергиновой кислоты и хлорофилла. |
| 1964             | Швингер, Джулиан                 | Гарвардский университет                                        | Оригинальный текст (англ.)For profound work on the fundamental problems of quantum field theory, and for many contributions to and lucid expositions of nuclear physics and electrodynamics |
| 1964             | Юри, Гарольд Клейтон             | Калифорнийский университет в Сан-Диего                         | Оригинальный текст (англ.)For outstanding contributions to our understanding of the origin and evolution of the solar system and the origin of life on Earth and for pioneering work in the application of isotopes to the determination of the temperatures of ancient oceans |
| 1965             | Бардин, Джон                     | Иллинойсский университет в Урбане-Шампейне                     | Оригинальный текст (англ.)For his brilliant contributions to the theory of electrical conductivity in solid materials, and especially those which led to the development of a successful theory of superconductivity |
| 1965             | Дебай, Петер Йозеф Вильгельм     | Корнеллский университет                                        | Оригинальный текст (англ.)For sustained contributions of major concepts of modern chemistry and especially for the application of physical methods to the understanding of large molecules and their interaction in solution |
| 1965             | Ледерман, Леон Макс              | Колумбийский университет                                       | Оригинальный текст (англ.)For systematic studies of mesons, for his participation in the discovery of two kinds of neutrinos and of parity violation in the decay of mu-mesons |
| 1965             | Руби, Уильям Уолден              | Калифорнийский университет в Лос-Анджелесе                     | Оригинальный текст (англ.)For showing by profoundly original observations and clear physical reasoning how sand grains and mountains move and from whence the oceans come |
| 1966             | Бьеркнес, Якоб                   | Калифорнийский университет в Лос-Анджелесе                     | Оригинальный текст (англ.)By watching and studying maps he discovered the cyclone-making waves of the air and the climate-controlling changes of the sea |
| 1966             | Субраманьян Чандрасекар          | Чикагский университет                                          | Оригинальный текст (англ.)For numerous superb contributions to stellar astronomy, physics, and applied mathematics, and for his guidance and inspiration to his many students and colleagues |
| 1966             | Эйринг, Генри                    | Университет Юты                                                | Оригинальный текст (англ.)For contributions to our understanding of the structure and properties of matter, especially for his creation of absolute rate theory, one of the sharpest tools in the study of rates of chemical reaction |
| 1966             | Ван Флек, Джон Хазбрук           | Гарвардский университет                                        | Оригинальный текст (англ.)For his many contributions to the development of the theory of molecular structure and for his profound influence, through original contributions and through many brilliant students, on the theory of the magnetic and dielectric properties of materials |
| 1966             | Зворыкин, Владимир Козьмич       | RCA                                                            | Оригинальный текст (англ.)For major contributions to the instruments of science, engineering and television, and for his stimulation of the application for engineering to medicine |
| 1967             | Бимс, Джесс                      | Виргинский университет                                         | Оригинальный текст (англ.)For sustained and ingenious contributions to the scientific development of high-speed centrifuges, a family of devices that are now widely applied in the physical and biological sciences, in medicine, and in engineering scale isotope-separation |
| 1967             | Бёрч, Фрэнсис                    | Гарвардский университет                                        | Оригинальный текст (англ.)For outstanding contributions to geophysics which have immeasurably increased our understanding of the composition and the processes of the interior of the earth |
| 1967             | Брейт, Грегори                   | Йельский университет                                           | Оригинальный текст (англ.)For pioneering contributions to the theoretical understanding of nuclear structure and particle dynamics, for highly significant work in atomic and ionospheric physics, and for the inspiration he has given to several generations of American physicists |
| 1967             | Гаммет, Луис Плак                | Колумбийский университет                                       | Оригинальный текст (англ.)For his joining together physical and organic chemistry, creating new concepts, and replacing intuition by rigor in our growing understanding of chemical reactivity |
| 1967             | Кистяковский, Георгий Богданович | Гарвардский университет                                        | Оригинальный текст (англ.)For contributions to physical chemistry, particularly to the understanding of reaction rates, and for statesmanship in the evolution of relationships between science and public affairs |
| 1968             | Бартлетт, Пол Даути              | Гарвардский университет                                        | Оригинальный текст (англ.)For his leadership in advancing our understanding of the mechanisms by which chemical reactions take place, and for his success in training younger teachers and researchers |
| 1968             | Фридман, Херберт                 | Naval Research Laboratory                                      | Оригинальный текст (англ.)For pioneering work in rocket and satellite astronomy and in particular for his contributions to the field of X-ray astronomy |
| 1968             | Онсагер, Ларс                    | Йельский университет                                           | Оригинальный текст (англ.)For a brilliant variety of seminal contributions to the understanding of electrolytes and other chemical systems, especially to the thermodynamics of systems in change |
| 1968             | Вигнер, Юджин                    | Принстонский университет                                       | Оригинальный текст (англ.)For his many unique innovations in the physical, mathematical and engineering sciences ranging from quantum chemistry to nuclear theory and from reactor engineering to civil defense |
| 1969             | Браун, Герберт Чарлз             | Университет Пердью                                             | Оригинальный текст (англ.)For discovery and exploration of the hydroboration reaction and for developing it into a major and powerful tool in chemical synthesis |
| 1969             | Панофский, Вольфганг             | Стэнфордский университет                                       | Оригинальный текст (англ.)For classic experiments probing the elementary particles of matter and for contributions to advancing the means of experimentation in this challenging field |
| 1970             | Дикке, Роберт                    | Принстонский университет                                       | Оригинальный текст (англ.)For fashioning radio and light waves into tools of extraordinary accuracy and for decisive studies of cosmology and of the nature of gravitation |
| 1970             | Сэндидж, Аллан Рекс              | Институт Карнеги                                               | Оригинальный текст (англ.)For bringing the very limits of the universe within the reach of man’s awareness and unraveling the evolution for stars and galaxies—their origins and ages, distances and destinies |
| 1970             | Слейтер, Джон Кларк              | Флоридский университет                                         | Оригинальный текст (англ.)For wide-ranging contributions to the basic theory of atoms, molecules, and matter in the solid form |
| 1970             | Уилер, Джон Арчибальд            | Принстонский университет                                       | Оригинальный текст (англ.)For his basic contributions to our understanding of the nuclei of atoms, exemplified by his theory of nuclear fission, and his own work and stimulus to others on basic questions of gravitational and electromagnetic phenomena |
| 1970             | Винштейн, Саул                   | Калифорнийский университет в Лос-Анджелесе                     | Оригинальный текст (англ.)In recognition of his many innovative and perceptive contributions to the study of mechanism in organic chemical reactions |
| 1973             | Джерасси, Карл                   | Стэнфордский университет                                       | В знак признания его большого вклада в выяснение сложной химии стероидных гормонов и применение этих соединений в медицинской химии и контроля над численностью населения с помощью оральных контрацептивов. |
| 1973             | Морис Юинг                       | Медицинское отделение университета Техаса                      | Оригинальный текст (англ.)For extending and improving the methods of geology and geophysics to study the ocean floor and to understand the last remaining unexplored province of the solid earth—that which lies under the sea |
| 1973             | Хаген-Смит, Арье Жан             | Калифорнийский технологический институт                        | За уникальный вклад в открытие химической природы и источника смога и за успешные усилия по его снижению. |
| 1973             | Гензель, Владимир Павлович       | Universal Oil Products                                         | Оригинальный текст (англ.)For his outstanding research in the catalytic reforming of hydrocarbons which has greatly enhanced the economic value of our petroleum natural resources |
| 1973             | Зейтц, Фредерик                  | Рокфеллеровский университет                                    | Оригинальный текст (англ.)For his pioneering contributions to the foundations of the modern quantum theory of the solid state of matter, and to the understanding of many phenomena and processes that occur in solids |
| 1973             | Уилсон, Роберт Ратбун            | Фермилаб                                                       | Оригинальный текст (англ.)For unusual ingenuity in designing experiments to explore the fundamental particles of matter and in designing and constructing the machines to produce the particles, culminating in the world’s most powerful particle accelerator |
| 1974             | Бломберген, Николас              | Гарвардский университет                                        | Оригинальный текст (англ.)For pioneering applications of magnetic resonance to the study of condensed matter and for subsequent scientific investigations and inventions concerning the interaction of amtter with coherent radiation |
| 1974             | Флори, Пол Джон                  | Стэнфордский университет                                       | Оригинальный текст (англ.)For his outstanding contributions to our understanding of the modes of formation and structure of polymeric substances |
| 1974             | Фаулер, Уильям Альфред           | Калифорнийский технологический институт                        | Оригинальный текст (англ.)For his scientific contributions to nuclear physics and astrophysics, which permitted him to span both disciplines to unravel the nuclear processes that control the evolution of stars |
| 1974             | Полинг, Лайнус Карл              | Стэнфордский университет                                       | Оригинальный текст (англ.)For the extraordinary scope and power of his imagination, which has led to basic contributions in such diverse fields as structural chemistry and the nature of chemical bonding, molecular biology, immunology, and the nature of genetic diseases |
| 1974             | Питцер, Кеннет                   | Калифорнийский университет в Беркли                            | Оригинальный текст (англ.)For his pioneering application of statistical thermodynamics and spectroscopy to our understanding of the properties of organic and inorganic materials |
| 1975             | Бете, Ханс                       | Корнеллский университет                                        | Оригинальный текст (англ.)For his explanation of the origin of the sun’s heat, his many contributions to our understanding of the atomic nucleus and his counsel in matters involving atomic energy |
| 1975             | Хиршфельдер, Джозеф Окленд       | Висконсинский университет в Мадисоне                           | Оригинальный текст (англ.)For his fundamental contribution to atomic and molecular quantum mechanics, the theory of the rates of chemical reactions, and the structure and properties of gases and liquids |
| 1975             | Саретт, Льюис Хастингс           | Мерк и Ко                                                      | Оригинальный текст (англ.)For his pioneering contributions to the chemical synthesis of cortisone, steroidal hormones, and other chemotherapeutic agents which have contributed to the benefit of mankind |
| 1975             | Уилсон, Эдгар Брайт              | Гарвардский университет                                        | Оригинальный текст (англ.)In recognition of his fundamental theoretical and experimental contribution to our understanding of the structure of molecules |
| 1975             | Ву Цзяньсюн                      | Колумбийский университет                                       | Оригинальный текст (англ.)For her ingenious experiments that led to new and surprising understanding of the decay of the radioactive nucleus |
| 1976             | Гаудсмит, Сэмюэл Абрахам         | Университет Невады в Рино                                      | Оригинальный текст (англ.)For the major discovery, together with George E. Uhlenbeck, of the electron spin as the source of a new quantum number |
| 1976             | Гутовски, Херберт                | Иллинойсский университет в Урбане-Шампейне                     | Оригинальный текст (англ.)In recognition of pioneering studies in the field of nuclear magnetic resonance spectroscopy |
| 1976             | Россини, Фредерик Доминик        | Университет Райса                                              | Оригинальный текст (англ.)For contributions to basic reference knowledge in chemical thermodynamics |
| 1976             | Суоми, Вернер                    | Висконсинский университет в Мадисоне                           | Оригинальный текст (англ.)For providing a new view of the dynamics of our atmosphere, which already has brought substantial benefits to the people of this nation and the world |
| 1976             | Таубе, Генри                     | Стэнфордский университет                                       | Оригинальный текст (англ.)In recognition of contributions to the understanding of reactivity and reaction mechanisms in inorganic chemistry |
| 1976             | Уленбек, Джордж Юджин            | Рокфеллеровский университет                                    | Оригинальный текст (англ.)For the major discovery, together with Samuel A. Goudsmit, of the electron spin as a source of a new quantum number |
| 1979             | Фейнман, Ричард Филлипс          | Калифорнийский технологический институт                        | Оригинальный текст (англ.)In recognition of his essential contributions to the quantum theory of radiation and to his illumination of behavior of constituents of the atom, of the atomic nucleus, and of the subnuclear particles |
| 1979             | Марк, Герман Фрэнсис             | Политехнический институт Нью-Йоркского университета            | Оригинальный текст (англ.)For his contributions to polymer chemistry, and his role in the introduction of polymer science as an academic discipline in the United States |
| 1979             | Парселл, Эдвард                  | Гарвардский университет                                        | Оригинальный текст (англ.)For contributions to nuclear magnetic resonance in condensed matter and the measurement of interstellar magnetic fields |
| 1979             | Синфельт, Джон                   | ESSO Research and Engineering Company                          | Оригинальный текст (англ.)For scientific research on the nature of heterogeneous catalysis leading to the development of new catalyst systems for the production of low lead gasoline |
| 1979             | Спитцер, Лайман                  | Принстонский университет                                       | Оригинальный текст (англ.)For important contributions to the theory of star formation and evolving stellar systems and plasma physics, including use of fusion as a source of energy |
| 1979             | Вайскопф, Виктор Фредерик        | Массачусетский технологический институт                        | Оригинальный текст (англ.)For important contributions to our understanding of nuclear matter and nuclear reactions, and early fundamental contributions to our understanding of elementary particles |
| 1982             | Андерсон, Филип Уоррен           | Bell Labs                                                      | Оригинальный текст (англ.)For his fundamental and comprehensive contributions to the theoretical understanding of condensed matter |
| 1982             | Йоитиро Намбу                    | Чикагский университет                                          | Оригинальный текст (англ.)For seminal contributions to the understanding of elementary particles and their interactions |
| 1982             | Теллер, Эдвард                   | Гуверовский институт                                           | Оригинальный текст (англ.)For his outstanding contribution to molecular physics, understanding the origin of stellar energy, the theory and application of fusion reaction, the field of nuclear safety, and for his continued leadership in science and technology |
| 1982             | Таунс, Чарлз Хард                | Калифорнийский университет в Беркли                            | Оригинальный текст (англ.)For fundamental contributions to the understanding of matter through its interaction with electromagnetic radiations and the application of this knowledge to the service of mankind, most notably in the invention of the maser and laser |
| 1983             | Бербидж, Элинор Маргерит         | Калифорнийский университет в Сан-Диего                         | Оригинальный текст (англ.)For leadership in observational astronomy. Her spectroscopic investigations have provided crucial information about the chemical composition of stars and the nature of quasistellar objects |
| 1983             | Голдхабер, Морис                 | Брукхейвенская национальная лаборатория                        | Оригинальный текст (англ.)For his many contributions to all aspects of nuclear physics and more recently particle physics, and for the leadership he has provided the scientific community, as an administrator of science, as a shaper of scientific thought, and as a prolific source of stimulating ideas |
| 1983             | Ландсберг, Хельмут               | Мэрилендский университет в Колледж-Парке                       | Оригинальный текст (англ.)Оригинальный текст (англ.)In recognition of his outstanding contributions to the advancement of knowledge and the applications of climatology, his furtherance of academic achievement and educational programs in the field; and for the exceptional leadership he gave to the climatological sciences and services of the United States government                                                      |
| 1983             | Манк, Уолтер Хейнрих             | Калифорнийский университет в Сан-Диего                         | Оригинальный текст (англ.)For his unique contributions to the sciences of the geophysics and physical oceanography which have led to a better understanding of the earth’s rotation, the complexities of ocean waves, tidal processes and acoustic propagation |
| 1983             | Райнес, Фредерик                 | Калифорнийский университет в Ирвайне                           | Оригинальный текст (англ.)For the experimental discovery of the free neutrino and the elucidation of its properties and interactions and the testing of fundamental conservation laws of physics |
| 1983             | Росси, Бруно                     | Массачусетский технологический институт                        | Оригинальный текст (англ.)For fundamental contributions to physics and astronomy through his investigations into the nature and origin of cosmic rays and his initiatives that led to the direct detection of the solar wind and to the discovery of extrasolar x-ray sources |
| 1983             | Шриффер, Джон Роберт             | Пенсильванский университет                                     | Оригинальный текст (англ.)In recognition of his insight into cooperative effects in solids and solid surfaces dependent on interacting many-body systems and for his leadership in showing how one couples formal theoretical work with experimental findings to make significant advances in the area of condensed matter physics                                                                                                  |
| 1986             | Буксбаум, Соломон                | Bell Labs                                                      | Оригинальный текст (англ.)For his wise contributions to national science and technology policy, and for his studies of solid state plasmas |
| 1986             | Крэйн, Хорас Ричард              | Мичиганский университет                                        | Оригинальный текст (англ.)For the first measurement of the magnetic moment and spin of free electrons and positrons |
| 1986             | Фешбах, Герман                   | Массачусетский технологический институт                        | Оригинальный текст (англ.)For his distinguished contributions to science as a nationally acclaimed leader in physics education by virtue of his extraordinary interest in teaching and his total commitment to scientific excellence |
| 1986             | Хофштадтер, Роберт               | Стэнфордский университет                                       | Оригинальный текст (англ.)For his discovery and development of the sodium iodide scintillation counter leading to its application to spectroscopy in virtually all branches of science and technology, including imaging in medicine, and for his contributions to the understanding of the structure of elementary particles and atomic nuclei stemming from the development of the electron scattering method                     |
| 1986             | Янг Чжэньнин                     | Университет штата Нью-Йорк в Стоуни-Брук                       | Оригинальный текст (англ.)For his pathbreaking research in theoretical physics, which he has influenced for many years by his profound questions and deep mathematical insight. His ideas have had great impact not only on theoretical developments but also on experiments in elementary particles and condensed matter |
| 1987             | Абельсон, Филипп Хауге           | Американская ассоциация содействия развитию науки              | Оригинальный текст (англ.)For his path-breaking contributions in radiochemistry, physics, geophysics, biophysics, and biochemistry and for his vigorous and penetrating counsel on national matters involving science and technology |
| 1987             | Эльзассер, Вальтер Мориц         | Университет Джонса Хопкинса                                    | Оригинальный текст (англ.)For his fundamental and lasting contributions to physics, meteorology, and geophysics in establishing quantum mechanics, atmospheric radiation transfer, planetary magnetism and plate tectonics |
| 1987             | Лотербур, Пол                    | Иллинойсский университет в Урбане-Шампейне                     | Оригинальный текст (англ.)For first proposing and demonstrating the use of nuclear magnetic resonance to form images, and for his continuing contributions to the development of this method for safely producing exquisitely detailed images of the interior of the body for use in medical research and clinical diagnosis |
| 1987             | Пэйк, Джордж                     | Xerox PARC                                                     | Оригинальный текст (англ.)For his commitment to creative excellence in support of institutional purpose. Whether as a research scientist, physics teacher, university administrator, or corporate executive, every institution he has served has been measurably strengthened by his contributions |
| 1987             | Ван Аллен, Джеймс                | Айовский университет                                           | Оригинальный текст (англ.)For his central role in the exploration of outer space, including the discoveries of the magnetospheres of Earth, Jupiter, and Saturn |
| 1988             | Бромли, Дэвид Аллан              | Йельский университет                                           | Оригинальный текст (англ.)For seminal work on nuclear molecules, for development of tandem accelerators and semi-conductor detectors for charged particles, for his contributions to particle-gamma correlation studies, and for his role in founding the field of precision heavy-ion physics |
| 1988             | Чу, Пол                          | Хьюстонский университет                                        | Оригинальный текст (англ.)For his wide-ranging contributions in achieving stable superconductivity at −290 degrees F, above the critical temperature of liquid nitrogen (−321 degrees F); and for his participation in the discovery of another superconducting compound, this one stable at a higher temperature (−243 degrees F) and not using rare-earth elements                                                                |
| 1988             | Кон, Вальтер                     | Калифорнийский университет в Санта-Барбаре                     | Оригинальный текст (англ.)For his pioneering fundamental contributions to the theory of the electronic structure of solids, including the effective mass approach to defects in semiconductors, the so-called KKR method of band structure, and, most importantly, the density functional approach to the many-electron problem which has led to great advances in the understanding of bulk solids and solid surfaces              |
| 1988             | Рамзей, Норман Фостер            | Гарвардский университет                                        | Оригинальный текст (англ.)For his seminal investigations in broad areas of atomic, molecular, and nuclear physics, and for his dedicated service to the Nation and to the scientific community |
| 1988             | Стейнбергер, Джек                | ЦЕРН                                                           | Оригинальный текст (англ.)For his incisive illumination of the properties of subnuclear particles, including exhaustive measurements of strange particles, neutral kaons, and high energy neutrino interactions |
| 1989             | Бекман, Арнольд                  | Калифорнийский технологический институт                        | Оригинальный текст (англ.)For his leadership in the development of analytical instrumentation, and for his deep and abiding concern for the vitality of the Nation’s scientific enterprise |
| 1989             | Паркер, Юджин Ньюмен             | Чикагский университет                                          | Оригинальный текст (англ.)For his fundamental studies of plasmas, magnetic fields, and energetic particles on all astrophysical scales; for his development of the concept of solar and stellar winds; and for his studies on the effects of magnetic fields on the solar atmosphere |
| 1989             | Шарп, Роберт                     | Калифорнийский технологический институт                        | Оригинальный текст (англ.)For his research that has illuminated the nature and origin of the forms and formation processes of planetary surfaces and for teaching two generations of scientists and laymen to appreciate them; for his recruitment and leadership of a successful multidisciplinary department of earth and planetary scientists who have agined world recognition                                                  |
| 1989             | Стоммел, Генри Мелсон            | Океанологический институт в Вудс-Холе                          | Оригинальный текст (англ.)For his original, penetrating and fundamental contributions to the physics of ocean circulation |
| 1990             | Кормак, Аллан                    | Университет Тафтса                                             | Оригинальный текст (англ.)For his scientific work including the development of computer assisted tomography; and as a scholar and teacher, especially of undergraduates |
| 1990             | Макмиллан, Эдвин Маттисон        | Калифорнийский университет в Беркли                            | Оригинальный текст (англ.)For his scientific achievements including the identification of the first transuranic element (neptunium) and the invention of the phase stability principle incorporated in the synchrotron |
| 1990             | Паунд, Роберт                    | Гарвардский университет                                        | Оригинальный текст (англ.)For his pioneering experiments in nuclear magnetic resonance, including the study of quadrupole interactions and negative spin temperatures, and for the demonstration of the gravitational shift of Gamma-ray photons |
| 1990             | Ревелл, Роджер                   | Гарвардский университет Калифорнийский университет в Сан-Диего | Оригинальный текст (англ.)For his pioneering work in the areas of carbon dioxide and climate modification, oceanographic exploration presaging plate tectonics, and the biological effects of radiation in the marine environment, and studies of human population growth and global food supplies |
| 1991             | Шавлов, Артур Леонард            | Стэнфордский университет                                       | Оригинальный текст (англ.)For his role in the conception of the laser and in advancing its applications, especially in laser spectroscopy |
| 1991             | Стоун, Эдвард Кэрролл            | Калифорнийский технологический институт                        | Оригинальный текст (англ.)For his outstanding leadership as Project scientist for the Voyager Space Mission and its exploration of the outer Solar System |
| 1991             | Вайнберг, Стивен                 | Техасский университет в Остине                                 | Оригинальный текст (англ.)For his contributions to the discovery of the structure of the fundamental forces of nature; the development of the standard model, and the unification of the weak and electromagnetic forces |
| 1992             | Шумейкер, Юджин                  | Геологическая служба США                                       | Оригинальный текст (англ.)For his pioneering research and inspiring leadership in the geological exploration of the solar system; for his entrepreneurial creation and direction of the Branch of Astrogeology of the U.S. Geological Survey; and for his research on earth-approaching asteroids and comets and their potential impact effects                                                                                     |
| 1993             | Фитч, Вал Логсдон                | Принстонский университет                                       | Оригинальный текст (англ.)For his pioneering experiments at the frontiers of physics, from his measurement of the properties of mu-mesons in nuclei to his co-discovery that nature violates a fundamental spacetime symmetry property; and for his leadership on National science policy |
| 1993             | Рубин, Вера                      | Институт Карнеги                                               | Оригинальный текст (англ.)For her pioneering research programs in observational cosmology which demonstrated that much of the matter in the universe is dark and for significant contributions to the realization that the universe is more complex and more mysterious than had been imagined |
| 1994             | Оверхаузер, Альберт              | Университет Пердью                                             | Оригинальный текст (англ.)For his fundamental contributions to understanding the physics of solids, to theoretical physics, and for the impact of his technological advances |
| 1994             | Пресс, Франк                     | Национальная академия наук США                                 | Оригинальный текст (англ.)For his contributions to the understanding of the deepest interior of the earth and the mitigation of natural disasters, and his service in academia, as a government official, and at the National Academy of Sciences |
| 1995             | Демельт, Ханс                    | Вашингтонский университет                                      | Оригинальный текст (англ.)For his pioneering achievements in perfecting electromagnetic traps for precision studies of single ions, electrons, and positrons, culminating in the measurement to unprecedented accuracy of the magnetism of the free electron and positron |
| 1995             | Голдрайх, Петер                  | Калифорнийский технологический институт                        | Оригинальный текст (англ.)For his profound and lasting contributions to planetary sciences and astrophysics, providing fundamental theoretical insights for understanding the rotation of planets, the dynamics of planetary rings, pulsars, astrophysical masers, the spiral arms of galaxies, and the oscillations of the Sun |
| 1996             | Уоллес Броекер                   | Обсерватория Земли Ламонт-Доэрти                               | Оригинальный текст (англ.)For his pioneering contributions to the understanding of the circulation of the oceans, global carbon cycle, and the record of global climate changes |
| 1997             | Розенблют, Маршалл Николас       | Калифорнийский университет в Сан-Диего                         | Оригинальный текст (англ.)For his fundamental contributions to plasma physics, his pioneering work in computational statistical mechanics, his world leadership in the development of controlled thermonuclear fusion, and his wide-ranging technical contributions to national security |
| 1997             | Шварцшильд, Мартин               | Принстонский университет                                       | Оригинальный текст (англ.)For his seminal contributions to the theory of the evolution of stars, and his creative insights into galactic dynamics which form the basis of much of contemporary astrophysics; and his lifetime of dedication to students. His influence on U.S. astronomy in the second half of this Century is unsurpassed                                                                                          |
| 1997             | Уэзерилл, Джордж                 | Институт Карнеги                                               | Оригинальный текст (англ.)For his fundamental contributions to understanding measuring geological time scale and understanding how earth-like planets may be created in evolving solar systems through collisional accumulation of smaller planetary bodies |
| 1998             | Дон Андерсон                     | Калифорнийский технологический институт                        | Оригинальный текст (англ.)For his leading contributions to understanding the composition, structure, and dynamics of Earth and Earth-like planets, and his influence on the advancement of Earth sciences over the past three decades nationally and internationally |
| 1998             | Баколл, Джон Норрис              | Институт перспективных исследований                            | Оригинальный текст (англ.)For his fundamental contributions to areas of modern astrophysics ranging from solar neutrino physics to the structure of the Milky Way Galaxy to cosmology, and for his leadership of the astronomical community, especially his tireless advocacy of the Hubble Space Telescope |
| 1999             | Кронин, Джеймс Уотсон            | Чикагский университет                                          | Оригинальный текст (англ.)For his fundamental contributions to the fields of elementary particle physics and astrophysics and his leadership in creating an international effort to determine the unknown origins of very high-energy cosmic rays |
| 1999             | Каданов, Лео                     | Чикагский университет                                          | Оригинальный текст (англ.)For fundamental theoretical research in the areas of statistical, solid state and nonlinear physics and, in particular, for the development of scaling techniques in these fields |
| 2000             | Лэмб, Уиллис Юджин               | Аризонский университет                                         | Оригинальный текст (англ.)For his towering contributions to classical and quantum theories of laser radiation and quantum optics, and to the proper interpretation of quantum mechanics |
| 2000             | Джереми Острайкер                | Принстонский университет                                       | Оригинальный текст (англ.)For his bold astrophysical insights, which have revolutionized concepts of the nature of pulsars, the «ecosystem» of stars and gas in our Galaxy, the sizes and masses of galaxies, the nature and distribution of dark matter and ordinary matter in the Universe, and the formation of galaxies and other cosmological structures                                                                       |
| 2000             | Уайт, Гилберт Фаулер             | Колорадский университет в Боулдере                             | Оригинальный текст (англ.)For outstanding leadership and scientific contributions to geography and other Earth and environmental sciences, and for helping shape cooperative efforts to assess the Nation’s floodplain, water use, and natural disaster policies for more than five decades |
| 2001             | Коэн, Марвин                     | Калифорнийский университет в Беркли                            | Оригинальный текст (англ.)For his creation and application of a quantum theory for explaining and predicting properties of real materials, which formed the basis for semiconductor physics and nanoscience |
| 2001             | Дейвис, Реймонд                  | Брукхейвенская национальная лаборатория                        | Оригинальный текст (англ.)For creating the first experiment to measure solar neutrino flux, continuing research on tracking the time dependence of the solar neutrino flux, and creating the new field of neutrino astronomy |
| 2001             | Килинг, Чарльз Дэвид             | Калифорнийский университет в Сан-Диего                         | Оригинальный текст (англ.)For his pioneering and fundamental research on atmospheric and oceanic carbon dioxide, the basis for understanding global carbon cycle and global warming |
| 2002             | Гарвин, Ричард                   | Совет по международным отношениям                              | Оригинальный текст (англ.)In recognition of his research and discoveries in physics and related fields, and of his longstanding service to the Nation by providing valuable scientific advice on important questions of national security over a half a century. Also affiliated with IBM Corp. |
| 2002             | Морган, Уильям Джейсон           | Принстонский университет                                       | Оригинальный текст (англ.)For his development of the theories of plate tectonics and of deep mantle plumes, which revolutionized our understanding of the geological forces that control the earth's crust and deep interior and consequently influence the evolution of the earth's life and climate |
| 2002             | Виттен, Эдвард                   | Институт перспективных исследований                            | Оригинальный текст (англ.)For his leadership in a broad range of topics in mathematics and theoretical physics, including attempts to understand the fundamental forces of nature through string theory, and his inspired use of insights from physics to unify apparently disparate areas of mathematics |
| 2003             | Дарлимпл, Брент                  | Университет штата Орегон                                       | Оригинальный текст (англ.)For his pioneering work in determining the geomagnetic polarity reversal timescale; a discovery that led to the theory of plate tectonics |
| 2003             | Джаккони, Риккардо               | Университет Джонса Хопкинса                                    | Оригинальный текст (англ.)For his pioneering research in X-ray astronomy and for his leadership of major astronomy facilities |
| 2004             | Клэйтон, Роберт                  | Чикагский университет                                          | Оригинальный текст (англ.)For his contributions to geochemistry and cosmochemistry that provided major insights into the evolution of the solar system through his discovery of non-mass-dependent isotope shifts in meteorites |
| 2005             | Алфер, Ральф Ашер                | Обсерватория Дадли                                             | Оригинальный текст (англ.)For his unprecedented work in the areas of nucleosynthesis, for the prediction that universe expansion leaves behind background radiation, and for providing the model for the Big Bang theory |
| 2005             | Томпсон, Лонни                   | Университет штата Огайо                                        | Оригинальный текст (англ.)For his pioneering research in paleoclimatology analyzing isotopic and chemical fingerprints found in tropical ice cores from the world’s highest mountain glaciers and for his courage in collecting these disappearing climate archives that have transformed our understanding of the natural and anthropogenic factors influencing climate variability on our planet, past and present                |
| 2006             | Клеппнер, Дэниел                 | Массачусетский технологический институт                        | Оригинальный текст (англ.)For his pioneering scientific studies of the interaction of atoms and light including Rydberg atoms, cavity quantum electrodynamics, quantum chaos; for developing techniques that opened the way to Bose Einstein Condensation in a gas; and for lucid explanations of physics to nonspecialists and exemplary service to the scientific community                                                       |
| 2007             | Айзенберг-Селов, Фэй             | Пенсильванский университет                                     | Оригинальный текст (англ.)For her pioneering contributions in nuclear physics that have advanced research into many applications, including energy generation from fusion, dating of artifacts, and nuclear medicine; her passion for teaching; and her outstanding service to her profession |
| 2007             | Сликтер, Чарльз Пенс             | Иллинойсский университет в Урбане-Шампейне                     | Оригинальный текст (англ.)For establishing nuclear magnetic resonance as a powerful tool to reveal the fundamental molecular properties of liquids and solids. His inspired teaching has led generations of physicists and chemists to develop a host of modern technologies in condensed matter physics, chemistry, biology, and medicine                                                                                          |
| 2008             | Алдер, Берни                     | Ливерморская национальная лаборатория                          | Оригинальный текст (англ.)For establishing powerful computer methods useful for molecular dynamics simulations, conceiving and executing experimental shock-wave simulations to obtain properties of fluids and solids at very high pressures, and developing Monte Carlo methods for calculating the properties of matter from first principles, all of which contributed to major achievements in the science of condensed matter |
| 2008             | Джеймс Ганн                      | Принстонский университет                                       | Оригинальный текст (англ.)For his brilliant design of many of the most influential telescopes and instruments in astronomy, and in particular for the crucial role those technological marvels played in the creation of the Sloan Digital Sky Survey, which has cataloged 200 million stars, galaxies, and quasars; discovered the most distant known quasars; and probed the epoch of formation of the first stars and galaxies   |
| 2009             | Ааронов, Якир                    | Чепменский университет                                         | Оригинальный текст (англ.)For his contributions to the foundations of quantum physics and for drawing out unexpected implications of that field ranging from the Aharonov-Bohm effect to the theory of weak measurement |
| 2009             | Конуэлл, Эстер                   | Рочестерский университет                                       | Оригинальный текст (англ.)For her broad contributions to understanding electron and hole transport in semiconducting materials, which helped to enable commercial applications of semiconductor and organic electronic devices, and for extending her analysis to studying the electronic properties of DNA |
| 2009             | Вашингтон, Уоррен                | Национальный центр атмосферных исследований США                | Оригинальный текст (англ.)For his development and use of global climate models to understand climate and explain the role of human activities and natural processes in the Earth’s climate system and for his work to support a diverse science and engineering workforce |
| 2011             | Дрелл, Сидни                     | Стэнфордский университет                                       | Оригинальный текст (англ.)For contributions to quantum field theory and quantum chromodynamics, application of science to inform national policies in security and intelligence, and distinguished contributions as an advisor to the United States Government |
| 2011             | Фабер, Сандра                    | Калифорнийский университет в Санта-Крузе                       | Оригинальный текст (англ.)For leadership in numerous path-breaking studies of extra-galactic astronomy and galaxy formation, and for oversight of the construction of important instruments, including the Keck telescopes |
| 2011             | Гейтс, Сильвестр Джеймс          | Мэрилендский университет в Колледж-Парке                       | Оригинальный текст (англ.)For contributions to the mathematics of supersymmetry in particle, field, and string theories and extraordinary efforts to engage the public on the beauty and wonder of fundamental physics |
| 2012             | Рихтер, Бертон                   | Национальная ускорительная лаборатория SLAC                    | Оригинальный текст (англ.)For pioneering contributions to the development of electron accelerators, including circular and linear colliders, synchrotron light sources, and for discoveries in elementary particle physics and contributions to energy policy |
| 2012             | Соломон, Шон                     | Колумбийский университет                                       | Оригинальный текст (англ.)For creative approaches and outstanding contributions to understanding the internal structure and evolution of the Earth, the Moon, and other terrestrial planets, and for his leadership and inspiration of new generations of scientists |
| 2014             | Джексон, Ширли Энн               | Политехнический институт Ренсселера                            | Оригинальный текст (англ.)For her insightful work in condensed matter physics and particle physics, for her science-rooted public policy achievements, and for her inspiration to the next generation of professionals in the science, technology, engineering, and math fields |

## Комментарии
1. ↑  Медаль вручена 8 февраля 1965 года в Восточной комнате Белого дома президентом Линдоном Джонсоном
2. ↑  Медаль вручена 12 марта 1986 года в Белом доме президентом Рональдом Рейганом
3. ↑  For his fundamental contributions to our understanding of human problem-solving behavior and decisionmaking, particularly in organizations
4. ↑  Медали вручены 25 июня 1987 года в Белом доме президентом Рональдом Рейганом
5. ↑  For her work in the development of the discipline of differential psychology as a behavioral science, which illuminates the way traits are influenced by heredity and environment and the methods by which traits and human characteristics are measured
6. ↑  For his efforts to advance the understanding of industry, its internal organization and relation to government, and for initiating the study of information and markets
7. ↑  Медаль вручена 15 июля 1988 года в Белом доме президентом Рональдом Рейганом
8. ↑  For his theoretical contributions, and for application, of the principles of scientific empirical and statistical methods to the field of economics and the social sciences, and to problems critical to the Nation in general
9. ↑  Медали вручены 13 ноября 1990 года в Восточной комнате Белого дома президентом Джорджем Бушем-старшим
10. ↑  For his pioneering work on the theory of modern decentralized allocation mechanisms
11. ↑  Медаль вручена 16 сентября 1991 года в Саду роз Белого дома президентом Джорджем Бушем-старшим
12. ↑  Медаль вручена 23 июня 1992 года в Белом доме президентом Джорджем Бушем-старшим
13. ↑  Медаль вручена 19 декабря 1994 года в Аудитории Эндрю У. Меллона вице-президентом Элом Гором
14. ↑  Медаль вручена 18 октября 1995 года в Белом доме президентом Биллом Клинтоном
15. ↑  Медаль вручена 26 июля 1996 года в Белом доме президентом Биллом Клинтоном
16. ↑  For fundamental contributions to economic science, specifically general equilibrium theory and macroeconomics, and to economic education and policy over a period for nearly 60 years
17. ↑  Медаль вручена 16 декабря 1997 года в комнате 450 Старого исполнительного офисного здания президентом Биллом Клинтоном
18. ↑  Медаль вручена 27 апреля 1999 года в Восточной комнате Белого дома президентом Биллом Клинтоном
19. ↑  Медаль вручена 14 марта 2000 года в Восточной комнате Белого дома президентом Биллом Клинтоном
20. ↑  For his creation of the modern framework for analyzing the effects of investment and technological progress on economic growth, greatly influencing economics and economic policy worldwide
21. ↑  Медаль вручена 1 декабря 2000 года
22. ↑  For his pioneering the economic analysis of racial discrimination, inventing the economics of human resources, producing the major modern innovations in economic demography and in economic criminology, and leading recent developments in how social forces shape individual economic behavior
23. ↑  Медаль вручена 14 марта 2005 года в Восточной комнате Белого дома президентом Джорджем Бушем-младшим
24. ↑  For his half century of advances in economics, psychology, and sociology based on mathematical modeling of behavior
25. ↑  Медаль вручена 13 февраля 2006 года в Восточной комнате Белого дома президентом Джорджем Бушем-младшим
26. ↑  For his contribution to the field of economics exemplified by his work on general equilibrium theory, social welfare theory, endogenous growth theory, health economics, and information economics
27. ↑  Медаль вручена 27 июля 2007 года в Белом доме президентом Джорджем Бушем-младшим
28. ↑  For his unparalleled contributions to cognitive and mathematical psychology, for his lucid analyses of memory and learning, and for his important service to psychology and to American science
29. ↑  Медаль вручена 7 октября 2009 года в Восточной комнате Белого дома президентом Бараком Обамой
30. ↑  For his innovative application of technology to the understanding of brain function, his incisive and accurate modeling of functional tasks, and his development of methodological and conceptual tools to help understand the mind and the development of brain networks of attention
31. ↑  Медаль вручена 17 ноября 2010 года в Восточной комнате Белого дома президентом Бараком Обамой
32. ↑  For his contributions to understanding the neural basis of perception and memory in primates, notably the delineation of sensory neocortical processing systems especially for vision, audition, and somatic sensation, and the organization of memory systems in the brain
33. ↑  Медаль вручена 1 февраля 2013 года в Восточной комнате Белого дома президентом Бараком Обамой
34. ↑  Медаль вручена 20 ноября 2014 года в Восточной комнате Белого дома президентом Бараком Обамой
35. ↑  Медаль вручена 19 мая 2016 года в Восточной комнате Белого дома президентом Бараком Обамой
36. ↑  For fundamental advances in the understanding of social learning mechanisms and self-referent thinking processes in motivation and behavior change, and for the development of the social cognitive theory of human action and psychological development
37. ↑  Медаль вручена в январе 1964 года в Белом доме президентом Линдоном Джонсоном
38. ↑  For his fundamental investigations of the comparative biochemistry of microorganisms, for his studies of the basic mechanisms of photosynthesis, and for his excellence as a teacher of many scientists.
39. ↑  Медали вручены 8 февраля 1965 года в Восточной комнате Белого дома президентом Линдоном Джонсоном
40. ↑  For studies of the genetic control of protein synthesis and, in particular, for deciphering the chemical code relating nucleic acid structures to protein structures
41. ↑  Медали вручены 10 февраля 1966 года в Белом доме президентом Линдоном Джонсоном
42. ↑  For the original discovery and continued elaboration of the relationship between viruses and tumors, which has come to form the biologic base for so much of our present research effort on cancer
43. ↑  For penetrating studies of vertebrate evolution through geologic time, and for scholarly synthesis of a new understanding of organic evolution based upon genetics and paleontology
44. ↑  For classic studies of the chemistry of blood and of amino acid metabolism, and for the quantitative biochemical methodology underlying much of clinical medicine
45. ↑  Медали вручены 6 февраля 1967 года в Белом доме президентом Линдоном Джонсоном
46. ↑  For outstanding original contributions involving unique biological approaches to the control of insect vectors responsible for diseases of humans, domesticated animals, and plants
47. ↑  For original discoveries of molecular mechanisms for the transfer and transformation of energy in living cells, and for fundamental contributions to the conceptual structure of modern biochemistry
48. ↑  For the discovery of the essential amino acid threonine and for the subsequent brilliant studies elucidating the qualitative and quantitative amino acid requirements of man and of animals
49. ↑  For original and sustained contributions to the mathematical foundations of the theory of evolution and for basic contributions to experimental and biometrical genetics
50. ↑  Медали вручены 13 февраля 1968 года в Белом доме президентом Линдоном Джонсоном
51. ↑  For highly original experimental and theoretical investigations of the electrical properties of biological membranes that have led to a deep understanding of the functioning of nerves
52. ↑  For original and ingenious contributions to comparative and experimental psychology, particularly in the controlled study of learning and motivations, the determinants of animal behavior, and development of affectional behavior
53. ↑  For placing the science of immunology on a quantitative chemical basis, and for showing its power to reveal the structure of molecules found in the living organism
54. ↑  For a long and distinguished career in genetics during which he discovered and interpreted a number of important genetic phenomena in Drosophila and other organisms
55. ↑  Медали вручены 17 января 1969 года в Белом доме президентом Линдоном Джонсоном
56. ↑  For his profound study of the chemical activities of microorganisms, including the unraveling of fatty acid metabolism and the discovery of the active coenzyme form of vitamin B12
57. ↑  For pioneering new qualitative concepts which have revolutionized the development, the study, and the effective use of therapeutic agents in the treatment of human disease
58. ↑  For his highly original research in the field of physiology and for his manifold contributions to the advance of science and its institution in the service of society
59. ↑  For bringing the science of genetics to bear upon animal breeding, and thus helping to remould the flocks and herds of America and Western Europe
60. ↑  For basic and imaginative contributions to the study of behavior which have had profound influence upon all of psychology and many related areas
61. ↑  Медали вручены 16 февраля 1970 года в Белом доме президентом Ричардом Никсоном
62. ↑  For contributions to the modern understanding of the biology of viruses and their role in the induction of diverse diseases
63. ↑  For notable contributions to systematics, biogeography, and the study of birds, and especially for great work on the evolution of animal populations
64. ↑  Медали вручены 21 мая 1971 года в Белом доме президентом Ричардом Никсоном
65. ↑  For establishing the relations between inherited characters in plants and the detailed shapes of their chromosomes, and for showing that some genes are controlled by other genes within chromosomes
66. ↑  For numerous fundamental contributions to the understanding of viruses and viral diseases, culminating in the development of the vaccine which has eliminated poliomyelitis as a major threat to human health
67. ↑  Медали вручены 10 октября 1973 года в Белом доме президентом Ричардом Никсоном
68. ↑  For fundamental research into the mechanism of green plant utilization of light to produce chemical energy and oxygen and for contributions to our understanding of plant nutrition
69. ↑  For the discovery that epinephrine and hormones of the pituitary gland occasion their diverse regulatory effects by initiating cellular synthesis of cyclic adenylic acid, now recognized as a universal biological second messenger, which opened a new level of understanding of the subtle mechanisms that integrate the chemical life of the cell while offering hope of entirely new approaches to chemotherapy
70. ↑  Медали вручены 18 сентября 1975 года в Белом доме президентом Джеральдом Фордом
71. ↑  For his contributions to our knowledge of cellular and subcellular physiology made through work on enzyme-substrate complexes, on the kinetics of enzyme action, and on the mechanism and control of membrane-bound electron transfer during cellular respiration
72. ↑  For fundamental chemical and biological studies establishing the basis for modern concepts of the mechanisms of protein synthesis and the genetic role of nucleic acids
73. ↑  For pioneering achievements in creating the science of human genetics and discovering the genetic basis of several human diseases
74. ↑  For outstanding leadership in biomedical research following an earlier career in distinguished laboratory investigation of kidney function and antimalarial drugs
75. ↑  Медали вручены 18 октября 1976 года в Белом доме президентом Джеральдом Фордом
76. ↑  For outstanding contributions to agronomic research including the development of radically new and improved semidwarf varieties of wheat that now grow on five continents and have made the green revolution a reality
77. ↑  For fundamental research on nerve potentials, electroencephalography, and mechanisms of hearing that have formed the basis for advances in neurophysiology, neurology, otolaryngology, audiology, acoustics, occupational health safety, and pediatrics
78. ↑  For his discovery of three vitamins and related research that have greatly improved human nutrition
79. ↑  For the initiation of basic research in the physical and chemical properties of soils and proteins that have profoundly influenced agricultural practices and the production of food plants
80. ↑  Медали вручены 22 ноября 1977 года в Белом доме президентом Джимми Картером
81. ↑  For fundamental contributions to the elucidation of the fine structure of cells by electron microscopy, which has inaugurated a new era of cell biology integrating structure and function into a comprehensive picture of the life of cells
82. ↑  For major contributions to understanding the subcellular mechanism whereby oxidative and photosynthetic energy is transformed into the specific form of chemical energy used by living cells
83. ↑  For his pioneering work on the organization of insect societies and the evolution of social behavior among insects and other animals
84. ↑  For demonstrating the presence of a new class of hormones, made in the brain, that regulate the function of the pituitary gland, thereby making possible improved diagnosis and treatment of numerous endocrine disorders
85. ↑  Медали вручены 14 января 1980 года в Белом доме президентом Джимми Картером
86. ↑  For important contributions to biochemistry and molecular biology, discoveries that contributed greatly to our understanding of the mechanisms for energy generation within a cell, the mechanism whereby proteins are synthesized within a cell and the elucidation of the genetic code
87. ↑  For numerous original contributions leading to an understanding of the physiology and biochemistry of the process of biological nitrogen fixation
88. ↑  For his outstanding contributions to the synthesis of an evolutionary theory, particularly as it applies to plants
89. ↑  For seminal contributions to understanding of the energy metabolism of anaerobic bacteria and for elucidation of major mechanisms whereby the rates of metabolic processes are finely matched to the requirements of the living cell
90. ↑  For outstanding contributions to comparative and human neuroanatomy and for the synthesis and transmission of knowledge of the entire nervous system of the vertebrate phylum
91. ↑  For outstanding contributions to cell biology and understanding of the development of the nervous system including the basis for surgical repair of injury to peripheral nerves
92. ↑  For accomplishments providing the conceptual and experimental framework for much of our current understanding of the manner in which DNA, the genetic substance, is replicated
93. ↑  For his outstanding contributions to biochemical research, resulting in significant contributions to mankind, including research that led to a clearer understanding of pellagra, and for his national leadership in furthering the state of American science
94. ↑  Медали вручены 24 мая 1983 года в Белом доме президентом Рональдом Рейганом
95. ↑  For elucidating the fine structure of the gene and unifying the classical and molecular concepts of gene structure and function
96. ↑  For outstanding contributions to the biological sciences that have helped to feed the hungry, protect and beautify the environment, and provide recreation for millions
97. ↑  For pioneering the use of stable isotopic tracers and nuclear magnetic resonance spectroscopy in the study of the mechanisms of enzymatic catalysis
98. ↑  Медали вручены 27 февраля 1985 года в Белом доме президентом Рональдом Рейганом
99. ↑  For his pioneering research in molecular virology, including identification of the immunizing protein, and his collaborative role in the use of gene splicing to produce the first effective protein vaccine for use in animals or humans
100. ↑  For her pioneering contributions to establishing the concept of neurosecretion and the demonstration of the central role of neurosecretion and neuropeptides in the integration of animal function and development
101. ↑  For fundamental contributions to understanding the mechanisms of gene expression, for the development of recombinant DNA, and for a deep concern for its safe and humane application to medicine
102. ↑  For his fundamental contributions to basic and applied biology in the field of insect pheromones, their chemical composition and blends, their biosysnthesis, how insects perceive and respond to them, and their use in insect pest management
103. ↑  Медали вручены 12 марта 1986 года в Белом доме президентом Рональдом Рейганом
104. ↑  For pioneering discoveries of a host of fundamental, highly organized structures in living cells through studies combining electron microscopy and biochemistry. These contributions stimulated the growth of the field of cell biology, which he continues to inspire through his own research and leadership active collaboration, and the training of new investigators
105. ↑  For her major contributions to the basic molecular biology of bacterial and mammalian cells. Her discovery of at least six new components of the cellular machinery is an accomplishment of great distinction in both basic molecular biology and in the clinical treatment of autoimmune disease
106. ↑  For his pioneering discovery and characterization of hormone-like growth factors which specifically control the multiplication of certain cells during growth and development
107. ↑  For his leading role as chief architect and implementer of the World Health Organization’s successful global eradication of smallpox
108. ↑  For his fundamental research on how the brain functions in processing and perceiving the information gathered through the somatic sensory system
109. ↑  Медали вручены 25 июня 1987 года в Белом доме президентом Рональдом Рейганом
110. ↑  For his pioneering medical innovations throughout his medical career and his unique ability to bring his vast professional knowledge to bear on public policy as a national and international medical statesman
111. ↑  For the discovery of viroids, the smallest known agent of infectious disease. This discovery has opened new avenues of molecular research into some of the most serious diseases afflicting plants, animals, and humans
112. ↑  For his research in the development of reproducible conditions for the growth in culture of human and animal cells
113. ↑  For his innovative contributions that significantly contributed to our understanding of gene structure, membrane function and vision and for the work stimulated by his research which has had a major impact on the biological and chemical sciences
114. ↑  For a major breakthrough in neurobiology by her discovery of the Nerve Growth Factor and its effect on the growth of the sympathetic nervous system which set the stage for worldwide studies of the molecules involved in normal and malignant growth
115. ↑  Медали вручены 15 июля 1988 года в Белом доме президентом Рональдом Рейганом
116. ↑  For their historic discovery of the basic mechanisms controlling cholesterol metabolism, opening the way to a new pharmacologic approach to the treatment of cardiovascular disease, the leading cause of death and disability in the Western world
117. ↑  For his discovery of methods for propagating and expressing the hereditary information of DNA introduced into living cells, thereby enabling the cloning of individual genes and the study of their structure and function
118. ↑  For her historic contributions to the discovery and development of radioimmunassay, a technique that employs radioactive isotopes to detect and measure the levels of insulin and hormones in the blood and body tissues
119. ↑  For his brilliant discoveries in basic research and ingenious inventiveness in creating vaccines that are the foundation for control of infectious diseases through immunologic intervention, preventing death and disability in millions of persons worldwide
120. ↑  For discovering the first cellular and molecular mechanisms contributing to simple learning and memory
121. ↑  Медали вручены 18 октября 1989 года в Белом доме президентом Джорджем Бушем-старшим. Медаль Роджера Сперри была вручена его сыну — Глену Сперри.
122. ↑  For his work on neurospecificity which showed how the intricate brain networks for behavior are effected through a system of chemical coding of individual cells, which has made fundamental contributions to the understanding of human nature
123. ↑  For her distinguished service to the American community of plant biologists, and for the excellence of her pioneering research, both basic and applied, on plant structure and development, which has spanned more than six decades; for her superlative performance as an educator, in the classroom and through her books; for the encouragement and inspiration she has given to a legion of young, aspiring plant biologists; and for providing a special role model for women in science
124. ↑  For his pioneering work on the biochemistry of CO2 fixation, for major contributions to medical education, and for leadership in biochemistry at the national and international levels
125. ↑  For his steadfast work that led to the discovery and understanding of normally occurring neuronal death, nerve growth factor, and competitive relationships in the vertebrate nervous system
126. ↑  For his innovative studies that have significantly advanced knowledge and provided new directions for research in molecular genetics, immunology and cancer etiology
127. ↑  For his work in bacterial genetics and immune cell single type antibody production; for his seminal research in artificial intelligence in biochemistry and medicine; and for his extensive advisory role in government, industry and international organizations that address themselves to the societal role of science
128. ↑  Медали вручены 13 ноября 1990 года в Восточной комнате Белого дома президентом Джорджем Бушем-старшим
129. ↑  For his fundamental contributions to the understanding of the immune system, including much of the work which forms the basis of knowledge of transplantation immunology and regulatory function in the immune response
130. ↑  For his contributions to the basic research of the development of recombinant DNA technology. This seminal breakthrough has opened new vistas in experimental biology, and it has led directly to the development of the biotechnology industry.
131. ↑  For his pioneering work in the science and application of transplantation biology to successful bone marrow transplantation in man for the treatment of cancer and related conditions
132. ↑  For his demonstration and exploration of the genetic control of the development of body segments by homeotic genes
133. ↑  For his contributions to the understanding of the pathophysiology, diagnosis and treatment of thalassemia; for his contributions to the understanding of disorders of red cell permeability; for his contributions to the understanding of the regulation of erythropoiesis; and for his contributions to the raining of a generation of hematologists and oncologists
134. ↑  Медали вручены 16 сентября 1991 года в Саду роз Белого дома президентом Джорджем Бушем-старшим
135. ↑  For her discovery of the major cause of respiratory distress syndrome of premature infants and the straegies for treatment and prevention
136. ↑  For his pioneering work on plant hormones, including discovery of cyotkinins (a major class), chemical induction of organ formation and regulation of morphogenesis in plants, and contributions to the development of plant tissue culture as an experimental technique of fundamental importance in biotechnology
137. ↑  For his pioneering research of protein biosynthesis, opening the door to biochemical attack, and paving the way for dissection of the genetic code; and for introducing the concept and method of antisense DNA as an approach to viral gene inhibition and chemotherapy
138. ↑  For his fundamental contributions to the understanding of natural and man-made hazards, global environmental change, and the prevalence and persistence of world hunger
139. ↑  For his seminal contributions in the field of immunology, and for bringing the field to its present prominence
140. ↑  For his contribution to hematology in defining the genetic basis for G6PD deficiency and thalassemia, and discovery of an approach to control cancer cell proliferation with new inducers of differentiation
141. ↑  For a lifetime devoted to applying genetics to viruses and bacteria, and for guiding the development of generations of students who have helped create the modern power of molecular biology
142. ↑  Медаль вручена Темину 23 июня 1992 года в Белом доме президентом Джорджем Бушем-старшим. Сингер не смогла присутствовать на церемонии награждения, её медаль была отправлена ей в Институт Карнеги.
143. ↑  For her outstanding scientific accomplishments and her deep concern for the societal responsibility of the scientist
144. ↑  For his demonstration of the existence of RNA-directed DNA synthesis, leading to the discovery of proto-oncogenes within eukaryotic cells and the role of such genes in oncogenesis by viruses and other agents, laying the foundation for our knowledge of the replication of HIV, changing our ideas about evolution, and providing vital technology for genetic engineering and human gene therapy
145. ↑  Медали вручены 30 сентября 1993 года на Южной лужайке Белого дома президентом Биллом Клинтоном и вице-президентом Элом Гором
146. ↑  For her lifetime of work on developmental genetics, providing a large body of knowledge on the study of mammalian genetics
147. ↑  For his seminal research in molecular genetics that formed a foundation for contemporary biotechnology
148. ↑  Медали вручены 19 декабря 1994 года в Аудитории Эндрю У. Меллона вице-президентом Элом Гором
149. ↑  For his seminal contributions in the fields of insect behavior and chemical ecology, and for his international efforts on biodiversity
150. ↑  For her contributions to the understanding of the lysosomal storage diseases, demonstrating the strong linkage between basic and applied scientific investigation
151. ↑  Медаль вручена 18 октября 1995 года в Белом доме президентом Биллом Клинтоном
152. ↑  For his numerous fundamental contributions to our knowledge of the structure and function of DNA and RNA, the central information carriers in living systems
153. ↑  Медаль вручена 26 июля 1996 года в Белом доме президентом Биллом Клинтоном
154. ↑  For her algal research, particularly the ecology and paleoecology of diatoms, and for elucidating the importance of biodiversity of aquatic life in ascertaining the natural condition of rivers and the effects of pollution
155. ↑  Медали вручены 16 декабря 1997 года в комнате 450 Старого исполнительного офисного здания президентом Биллом Клинтоном
156. ↑  For five decades of scientific and intellectual leadership in molecular biology, ranging from his co-discovery of the double helical structure of DNA to the launching of the Human Genome Project
157. ↑  For his contribution to the identification of cellular oncogenes and their role in cancer, which led to a better understanding of the molecular basis for cancer and its diagnosis and therapy
158. ↑  Медали вручены 27 апреля 1999 года в Восточной комнате Белого дома президентом Биллом Клинтоном
159. ↑  For changing the direction of basic and applied research on mutation, cancer and aging by devising a simple, inexpensive test for environmental and natural mutagens, by identifying causes and effects of oxidative DNA damage, and by translating these findings into intelligible public policy recommendations on diet and cancer risk for the American people
160. ↑  Медали вручены 14 марта 2000 года в Восточной комнате Белого дома президентом Биллом Клинтоном
161. ↑  For his fundamental discoveries in virology, tumor biology and immunology, notably the discovery of how tumor-causing viruses multiply; for his devotion to building excellence in scientific institutions; and for his statesmanship in fostering communication between scientists and the general public
162. ↑  For his exceptionally creative scholarship, including seminal research in physiology, ecology, conservation biology, and history; for his outstanding role in communicating science by explaining technical advances in widely understandable terms, and for his overwhelming dedication to science’s role in building a better future
163. ↑  For her outstanding contributions to understanding of the development, structure, and evolution of living things, for inspiring new research in the biological, climatological, geological and planetary sciences, and for her extraordinary abilities as a teacher and communicator of science to the public
164. ↑  Медали вручены 1 декабря 2000 года
165. ↑  For his contributions to the dynamics of plant systematics and evolution, the introduction of the concept of coevolution, and his major contribution to the international efforts to preserve biodiversity
166. ↑  For her pivotal contributions to the social and behavioral sciences, through the integrative study of mind, brain, and behavior, by joining behavioral science with the technologies of neuroscience and neuroimaging in order to understand mental processes such as memory and creativity, and mental illnesses such as schizophrenia
167. ↑  For his brilliant and original insights, through molecular studies of RNA sequences, to explore the history of life on Earth. His vision has revolutionized our view of life’s evolution and diversity
168. ↑  Медали вручены 12 июня 2002 года в Восточной комнате Белого дома президентом Джорджем Бушем-младшим
169. ↑  For his theoretical and experimental discoveries on the origin of species, genetic diversity, and population dynamics that led to a new understanding of biological evolution, and his distinguished contributions to education, the promotion of public understanding of science, and the philosophy and ethics of the scientific enterprise
170. ↑  For pioneering ocean technology and creating a new branch of scholarship, nautical archaeology, thereby providing new knowledge of the histories of economics, technology, and literacy
171. ↑  For his groundbreaking research which has revolutionized biomedical research and provided a powerful tool for understanding disease mechanisms and gene functions
172. ↑  For his co-discovery of the cellular origins of retroviral oncogenes, which heralded a new era in the control of human cancer and for reinvigorating the nation’s medical research enterprise
173. ↑  For her pioneering contributions to the understanding of the anatomy and physiology of the brain, including the structure, chemistry, and function of the pathways subserving thought and movement
174. ↑  For his discovery of acid rain in North America and his sustained leadership in developing the fields of ecology and ecosystem science
175. ↑  For basic and applied contributions to the founding of medical genetics and the human genome project
176. ↑  Медали вручены 6 ноября 2003 года в Восточной комнате Белого дома президентом Джорджем Бушем-младшим
177. ↑  For her insightful and pioneering investigations on the genetics of DNA mutagenesis and DNA repair that have increased our understanding of processes as varied as evolution and the development of cancer
178. ↑  For his seminal scientific discoveries related to gene expression in animal cells, including pathways of RNA processing and signal transduction from the cell surface to genes in the nucleus, and for his contributions as a scientific educator
179. ↑  Медали вручены 14 марта 2005 года в Восточной комнате Белого дома президентом Джорджем Бушем-младшим
180. ↑  For his fundamental contributions to our understanding of how genetic messages are read and translated into proteins, including important mechanisms of RNA-based gene regulation
181. ↑  For his major contributions to the understanding of neurotransmitters, their receptors in the nervous system, mechanisms of action of psychoactive drugs, and pathways of signal transduction in the brain
182. ↑  For his discovery that the genes that determine the cancer-causing potential of certain viruses are counterparts of and derived from essential cellular genes, and that derangement of these cellular genes can lead to growth aberrations and cancer
183. ↑  Медали вручены 13 февраля 2006 года в Восточной комнате Белого дома президентом Джорджем Бушем-младшим
184. ↑  For his pioneering work in liver transplantation and his discoveries in immunosuppressive medication that advanced the field of organ transplantation
185. ↑  For his contributions to understanding the biochemical pathway of RNA interference phenomena and for his use of RNA interference techniques to perform genetic analyses in mammalian cells
186. ↑  For his success in breeding semi-dwarf, disease-resistant high-yield wheat and instructing farmers in its cultivation under harsh growing conditions, thus providing a new high-quality food source for millions of people around the world
187. ↑  Медали вручены 27 июля 2007 года в Белом доме президентом Джорджем Бушем-младшим
188. ↑  For providing key insights into the operation of the visual system and for the discovery of the manner in which neural connections in the brain are made during development and how they are maintained
189. ↑  For pioneering the understanding of the mechanisms whereby the human immune system is regulated, and for his work on dissecting the mechanisms of pathogenesis of human immunodeficiency virus (HIV) that has served as the underpinning for the current strategies for the treatment of HIV disease
190. ↑  Медали вручены 27 июля 2007 года в Белом доме президентом Джорджем Бушем-младшим
191. ↑  For his pioneering application of fluorescence spectroscopy, and particularly fluorescence resonance energy transfer, to the analysis of biological macromolecules; he elucidated the biochemical basis of signal amplification in vision and pioneered the development of high density micro-arrays for genetic analysis («gene chips»). His influential biochemistry textbook has influenced and inspired millions of students
192. ↑  For her pioneering work on plant molecular biology, and for her being the first to clone and characterize maize transposons. She has contributed to education and public policy pertaining to recombinant DNA and genetic modification of plants
193. ↑  For her in-depth research that has contributed to a greater understanding of the ecology, physiology, and evolution of marine microbes, most notably Vibrio cholerae, the causative agent of pandemic cholera, and which has elucidated critical links between environmental and human health
194. ↑  Медали вручены 29 сентября 2008 года в Восточной комнате Белого дома президентом Джорджем Бушем-младшим
195. ↑  For his pioneering work on the molecular mechanisms of steroid hormone action and hormone receptors and coactivators, which has had a profound impact on our knowledge of steroid hormones in normal development and in diseases, including cancer
196. ↑  For his discovery of the seven transmembrane receptors, deemed the largest, most versatile, and most therapeutically accessible receptor signaling system, and for describing the general mechanism of their regulation, influencing all fields of medical practice
197. ↑  Медали вручены 7 октября 2009 года в Восточной комнате Белого дома президентом Бараком Обамой
198. ↑  For his dedication to the advancement of the science of genomics, his contributions to our understanding of its implications for society, and his commitment to the clear communication of information to the scientific community, the public, and policymakers
199. ↑  For her pioneering use of cell biology and molecular genetics in mice to understand the basis of inherited diseases in humans and her outstanding contributions to our understanding of the biology of skin and its disorders, including her notable investigations of adult skin stem cells, cancers, and genetic syndromes
200. ↑  For his visionary contributions to the fields of genetics and genomics through the work of his own laboratory and his leadership of multiple international genomics initiatives, including the Human Genome Project
201. ↑  Медали вручены 17 ноября 2010 года в Восточной комнате Белого дома президентом Бараком Обамой
202. ↑  For her studies of protein folding, demonstrating that alternative protein conformations and aggregations can have profound and unexpected biological influences, facilitating insights in fields as wide-ranging as human disease, evolution, and biomaterials
203. ↑  For his discovery of prions, the causative agent of bovine spongiform encephalopathy and other related neurodegenerative diseases, and his continuing efforts to develop effective methods for detecting and treating prion diseases
204. ↑  Медали вручены 21 октября 2011 года в Восточной комнате Белого дома президентом Бараком Обамой
205. ↑  For his fundamental contributions to the development and use of transgenic mice. His research has provided experimental foundations and inspiration for progress in germline genetic modification in a range of species, which has generated a revolution in biology, medicine, and agriculture
206. ↑  For improving our understanding of epigenetic regulation of gene expression: the biological mechanisms that affect how genetic information is variably expressed. His work has led to major advances in our understanding of mammalian cloning and embryonic stem cells
207. ↑  Медали вручены 1 февраля 2013 года в Восточной комнате Белого дома президентом Бараком Обамой
208. ↑  For contributions to the discovery and understanding of the dominant photosynthetic organisms in the ocean, promotion of the field of microbial oceanography, and influence on marine policy and management
209. ↑  For the pioneering discovery that the bacterial cell is controlled by an integrated genetic circuit functioning in time and space that serves as a systems engineering paradigm underlying cell differentiation and ultimately the generation of diversity in all organisms
210. ↑  For pioneering spirit, passion, vision, inventions, and leadership combined with unique cross-disciplinary approaches resulting in entrepreneurial ventures, transformative commercial products, and several new scientific disciplines that have challenged and transformed the fields of biotechnology, genomics, proteomics, personalized medicine, and science education
211. ↑  Медали вручены 20 ноября 2014 года в Восточной комнате Белого дома президентом Бараком Обамой
212. ↑  For pioneering studies on chemical coevolution and the genetic basis of insect-plant interactions, and for enthusiastic commitment to public engagement that inspires others about the wonders of science
213. ↑  For intellectual leadership and experimental innovation in the field of DNA replication, and for unparalleled dedication to improving science education and promoting science-based public policy
214. ↑  Медаль вручена 19 мая 2016 года в Восточной комнате Белого дома президентом Бараком Обамой
215. ↑  For pioneering research at the interface of engineering and oncology, including tumor microenvironment, drug delivery and imaging, and for groundbreaking discoveries of principles leading to the development and novel use of drugs for treatment of cancer and non-cancerous diseases
216. ↑  Медали вручены 19 мая 2016 года в Восточной комнате Белого дома президентом Бараком Обамой
217. ↑  For international leadership in environmental science, straddling ecology and applied mathematics, to promote conservation; for his impact on a generation of environmental scientists; and for his critical contributions to ecology, environmental economics, epidemiology, applied mathematics, and evolution
218. ↑  For pioneering contributions to human genetics, including discovery of the BRCA1 susceptibility gene for breast cancer; and for development of genetic methods to match «disappeared» victims of human rights abuses with their families
219. ↑  For his monumental contributions toward understanding how microbes cause disease and resist the effects of antibiotics, and for his inspiring mentorship that created the field of molecular microbial pathogenesis
220. ↑  Медаль вручена 8 февраля 1965 года в Восточной комнате Белого дома президентом Линдоном Джонсоном
221. ↑  For superb contributions [to chemistry] as a scientist, teacher and imaginative leader in furthering the constructive interaction of academic and industrial scientists
222. ↑  Медали вручены 24 мая 1983 года в Белом доме президентом Рональдом Рейганом
223. ↑  For his contributions as one of the world’s most innovative and productive organic synthetic chemists who has discovered a variety of important synthetic reactions which have made possible the synthesis of some of the most complicated and important biologically active compounds
224. ↑  Медали вручены 27 февраля 1985 года в Белом доме президентом Рональдом Рейганом
225. ↑  Медали вручены 12 марта 1986 года в Белом доме президентом Рональдом Рейганом
226. ↑  Медали вручены 25 июня 1987 года в Белом доме президентом Рональдом Рейганом
227. ↑  Медали вручены 15 июля 1988 года в Белом доме президентом Рональдом Рейганом
228. ↑  Медали вручены 18 октября 1989 года в Белом доме президентом Джорджем Бушем-старшим
229. ↑  Медали вручены 13 ноября 1990 года в Восточной комнате Белого дома президентом Джорджем Бушем-старшим
230. ↑  Медали вручены 16 сентября 1991 года в Саду роз Белого дома президентом Джорджем Бушем-старшим
231. ↑  Медаль вручена 23 июня 1992 года в Белом доме президентом Джорджем Бушем-старшим
232. ↑  Медали вручены 30 сентября 1993 года на Южной лужайке Белого дома президентом Биллом Клинтоном и вице-президентом Элом Гором
233. ↑  Медаль вручена 19 декабря 1994 года в Аудитории Эндрю У. Меллона вице-президентом Элом Гором
234. ↑  Медали вручены 18 октября 1995 года в Белом доме президентом Биллом Клинтоном
235. ↑  Медаль вручена 26 июля 1996 года в Белом доме президентом Биллом Клинтоном
236. ↑  Медали вручены 16 декабря 1997 года в комнате 450 Старого исполнительного офисного здания президентом Биллом Клинтоном
237. ↑  Медали вручены 27 апреля 1999 года в Восточной комнате Белого дома президентом Биллом Клинтоном
238. ↑  Медали вручены 14 марта 2000 года в Восточной комнате Белого дома президентом Биллом Клинтоном
239. ↑  Медали вручены 1 декабря 2000 года
240. ↑  Медали вручены 12 июня 2002 года в Восточной комнате Белого дома президентом Джорджем Бушем-младшим
241. ↑  Медаль вручена 6 ноября 2003 года в Восточной комнате Белого дома президентом Джорджем Бушем-младшим
242. ↑  Медаль вручена 13 февраля 2006 года в Восточной комнате Белого дома президентом Джорджем Бушем-младшим
243. ↑  Медаль вручена 27 июля 2007 года в Белом доме президентом Джорджем Бушем-младшим
244. ↑  Медали вручены 27 июля 2007 года в Белом доме президентом Джорджем Бушем-младшим
245. ↑  Медаль вручена 29 сентября 2008 года в Восточной комнате Белого дома президентом Джорджем Бушем-младшим
246. ↑  Медали вручены 7 октября 2009 года в Восточной комнате Белого дома президентом Бараком Обамой
247. ↑  Медали вручены 17 ноября 2010 года в Восточной комнате Белого дома президентом Бараком Обамой
248. ↑  Медали вручены 21 октября 2011 года в Восточной комнате Белого дома президентом Бараком Обамой
249. ↑  Медали вручены 1 февраля 2013 года в Восточной комнате Белого дома президентом Бараком Обамой
250. ↑  Медали вручены 20 ноября 2014 года в Восточной комнате Белого дома президентом Бараком Обамой
251. ↑  Медаль вручена 19 мая 2016 года в Восточной комнате Белого дома президентом Бараком Обамой
252. ↑  Медаль вручена 19 мая 2016 года в Восточной комнате Белого дома президентом Бараком Обамой
253. ↑  Медаль вручена 18 февраля 1963 года президентом Джоном Кеннеди
254. ↑  For his leadership in the science and engineering basic to aeronautics; for his effective teaching and related contributions in many fields of mechanics, for his distinguished counsel to the Armed Services, and for his promoting international cooperation in science and engineering.
255. ↑  Медали вручены в январе 1964 года в Белом доме президентом Линдоном Джонсоном
256. ↑  For his outstanding contributions to communications theory, electron optics and traveling wave tubes, and for the analysis leading to world-wide radio communications using artificial earth satellites.
257. ↑  For his distinguished achievements in electrical engineering, in the technology of computing machines, in the effective coupling of the physical and life sciences; and in his mobilizing science, engineering and education in enduring ways in the service of the Nation.
258. ↑  Медали вручены 8 февраля 1965 года в Восточной комнате Белого дома президентом Линдоном Джонсоном
259. ↑  For a half-century of distinguished leadership in the design of great bridges which combine beauty and utility with bold engineering concept and method
260. ↑  Медали вручены 10 февраля 1966 года в Белом доме президентом Линдоном Джонсоном
261. ↑  For his marvellously versatile contributions, profoundly original, ranging within pure and applied mathematics, and penetrating boldly into the engineering and biological sciences
262. ↑  For his fundamental contributions to the mathematical theory of modern data networks, and for the functional specification of packet switching, which is the foundation of Internet technology. His mentoring of generations of students has led to the commercialization of technologies that have transformed the world
263. ↑  For his inspiring leadership in experimental high energy physics, continuing development of the bubble chamber, discovery of many states of elementary particles, and his contributions to National defense
264. ↑  For an imaginative new approach to the synthesis of complex organic molecules and, especially, for [his] brilliant syntheses of strychnine, reserphine, lysergic acid, and chlorophyll
265. ↑  In recognition of his major contributions to the elucidation of the complex chemistry of the steroid hormones and to the application of these compounds to medicinal chemistry and population control by means of oral contraceptives
266. ↑  For his unique contributions to the discovery of the chemical nature and source of smog, and for the successful efforts which he has carried through for smog abatement